# Présidence de Franklin Delano Roosevelt
32e président des États-Unis
Présidence de Herbert Hoover Présidence de Harry S. Truman
La présidence de Franklin Delano Roosevelt débuta le 4 mars 1933, date de l'investiture de Franklin Delano Roosevelt en tant que 32e président des États-Unis, et prit fin à la mort de ce dernier le 12 avril 1945. Membre du Parti démocrate, Roosevelt accéda à la présidence dans une Amérique frappée par la Grande Dépression. Après avoir remporté une victoire écrasante sur son rival républicain, le président sortant Herbert Hoover, il fut réélu pour trois mandats consécutifs et devint un acteur central de la scène internationale au cours de la Seconde Guerre mondiale. Son programme d'aide sociale, de réformes et de redressement économique, baptisé le New Deal (« Nouvelle donne »), déboucha sur un rôle considérablement accru du gouvernement fédéral en matière de régulation de l'économie. Sous son autorité, le Parti démocrate construisit une « coalition du New Deal » composée de syndicats, de grandes villes, d'ethnies blanches, d'Afro-Américains et de sudistes blancs ruraux qui transforma radicalement la vie politique américaine dans les décennies suivantes sous l'ère du cinquième système des partis et qui jeta les bases du libéralisme américain contemporain.
Durant les cent premiers jours de son mandat, Roosevelt fit voter des réformes législatives d'une ampleur sans précédent et ratifia toute une série d'ordres exécutifs visant à instaurer le New Deal. Cette politique se traduisit par des mesures permettant de venir en aide aux catégories les plus démunies (emplois publics pour les chômeurs), de relancer la croissance économique et de modifier les réglementations vis-à-vis du secteur financier, des banques et des transports. Après la victoire de son parti aux élections de mi-mandat en 1934, Roosevelt fit adopter une autre série de lois fédérales qui furent à l'origine de la sécurité sociale, de la mise en place de l'assurance chômage et du « bureau national pour les relations au travail » (National Labor Relations Board). Une fois réélu, Roosevelt chercha à agrandir la Cour suprême mais sa proposition fut rejetée par le Congrès. Le président fut également moins heureux dans l'application de son agenda législatif pour ce second mandat, une coalition conservatrice bipartite bloquant la plupart de ses projets de loi, à l'exception de la loi sur les normes du travail équitable (Fair Labor Standards Act). Lorsque la guerre éclata et que le chômage fut pratiquement résorbé, le Congrès supprima les principaux dispositifs d'aides sans pour autant abroger de nombreux autres programmes et agences créés par le New Deal.
La situation internationale se dégrada progressivement dans les années 1930 en raison de l'attitude belliqueuse du Japon, de l'Italie et de l'Allemagne nazie. Bien que la plupart des Américains fussent farouchement isolationnistes, Roosevelt apporta un soutien diplomatique et financier à la Chine, au Royaume-Uni, à la France et à l'URSS, notamment grâce à la loi Prêt-Bail. Les États-Unis entrèrent dans la guerre après l'attaque par le Japon de la base navale américaine de Pearl Harbor. Aidé de son principal conseiller Harry Hopkins et bénéficiant d'un large soutien populaire, Roosevelt travailla en étroite collaboration avec le Premier ministre britannique Winston Churchill, le dirigeant soviétique Joseph Staline et le généralissime chinois Tchang Kaï-chek à la tête des Alliés durant la Seconde Guerre mondiale. Il supervisa la mobilisation de l'économie américaine en soutien de l'effort de guerre, cette dernière mettant fin au chômage de masse qui subsistait depuis la Grande Dépression. Roosevelt mit par ailleurs en œuvre une stratégie militaire sur deux fronts qui se solda par la défaite des puissances de l'Axe et par le développement de la première bombe nucléaire au monde. Sa santé déclina toutefois fortement pendant le conflit et il mourut en avril 1945. Sa disparition intervint quelques mois avant la fin des hostilités, mais ses efforts en faveur de la reconstruction du monde d'après-guerre contribuèrent de façon décisive à la création des Nations unies et à la ratification des accords de Bretton Woods. Roosevelt fut remplacé par le vice-président Harry S. Truman qui présida à la fin de la guerre en septembre 1945. 
Sous la présidence de Roosevelt, le Parti démocrate revint au premier plan de la scène politique et les États-Unis connurent une période de prospérité ; en outre, deux adversaires majeurs, l'Allemagne et le Japon, furent vaincus militairement durant cette période. Roosevelt est généralement considéré par les universitaires, les historiens et le grand public comme l'un des trois plus grands présidents américains, aux côtés d'Abraham Lincoln et de George Washington.

## Élection présidentielle de 1932
Après la sévère crise économique consécutive au krach boursier de 1929, bon nombre de démocrates espéraient assister, lors de l'élection présidentielle de 1932, à la première victoire d'un candidat de leur camp depuis 1916. Le gouverneur de New York Franklin Delano Roosevelt, triomphalement réélu à ce poste en 1930, s'affirma très vite comme le principal prétendant à l'investiture démocrate. Avec l'aide de Louis Howe et de James Farley, Roosevelt rallia tout à la fois une partie de ceux qui avaient soutenu les réformes progressistes de l'administration Wilson et une frange de l'électorat conservateur, ce qui lui permit de s'implanter solidement dans le Sud et l'Ouest. La principale opposition à la candidature de Roosevelt émanait des progressistes du Nord-Est comme Al Smith, un ancien allié de Roosevelt qui avait été choisi pour représenter le Parti démocrate lors de l'élection présidentielle de 1928. L'objectif de Smith était d'empêcher son rival de rassembler la majorité des deux tiers nécessaire pour décrocher la nomination et de lui ravir l'investiture à l'issue d'un scrutin à rallonge.
Roosevelt arriva à la convention du parti avec une avance confortable en termes de délégués compte tenu de sa victoire aux primaires démocrates mais la plupart des délégués ne savaient pas encore pour quel candidat ils allaient voter. Au premier tour de scrutin, plus de la moitié des délégués se prononcèrent en faveur de Roosevelt, qui rata ainsi de peu la majorité des deux tiers, tandis que Smith arrivait loin derrière en deuxième position. Le président de la Chambre des représentants John Nance Garner, qui contrôlait les votes des délégations du Texas et de la Californie, apporta son soutien à Roosevelt après le troisième tour de scrutin et ce dernier rafla la nomination au tour suivant. Garner fut ensuite désigné pour briguer la vice-présidence. Sitôt informé de sa victoire, Roosevelt s'envola de New York pour se rendre à la convention et fut, ce faisant, le premier candidat présidentiel d'un grand parti à accepter l'investiture en personne.

Résultats de l'élection présidentielle américaine de 1932.

L'adversaire de Roosevelt au scrutin général était le président républicain en exercice Herbert Hoover. Dans une campagne qui le mena d'un bout à l'autre du pays, Roosevelt promit d'accroître le rôle du gouvernement dans l'économie et d'abaisser les droits de douane dans le cadre d'un programme connu sous le nom de New Deal (« Nouvelle donne »). De son côté, Hoover affirma que l'effondrement de l'économie était en grande partie dû à des causes extérieures et il accusa Roosevelt de s'ériger en apôtre de la lutte des classes. Le président, dont le marasme économique avait déjà fait chuter la popularité, vit ses chances de réélection se réduire comme peau de chagrin à la suite de la marche de la Bonus Army qui se solda par la répression brutale de plusieurs milliers d'anciens combattants venus réclamer une revalorisation de leur pension. 
Le jour de l'élection, Roosevelt arriva en tête avec 472 votes de grands électeurs (sur 531) et 57,4 % du vote populaire, ce qui fit de lui le premier démocrate à remporter la majorité des suffrages populaires depuis 1876 ; en outre, il réalisa le plus gros score d'un candidat démocrate depuis la création du parti en 1828. Lors des élections législatives qui se déroulèrent à la même période, les démocrates prirent le contrôle du Sénat et consolidèrent leur majorité à la Chambre. Même si les sudistes conservateurs étaient surreprésentés parmi les chefs du parti au Congrès, près de la moitié des élus du 73e Congrès ne siégeaient que depuis 1930 et nombre de ces parlementaires étaient désireux de lutter efficacement contre la Grande Dépression, même au prix d'une remise en cause de l'orthodoxie politique qui avait prévalu jusqu'alors.

## Investiture
Roosevelt fut investi en tant que 32e président des États-Unis le 4 mars 1933, sous l'autorité du juge en chef Charles Evans Hughes. Dans son discours inaugural, Roosevelt attribua la responsabilité de la crise aux banquiers et aux financiers, à la quête effrénée du profit et au ressort fondamentalement égoïste du capitalisme :

« La raison principale en est que les dirigeants de l'échange des biens de l'humanité ont échoué par leur propre entêtement et leur propre incompétence, qu'ils ont admis leur échec et qu'ils ont abdiqué. Les pratiques des changeurs de monnaie sans scrupules sont mises en accusation devant le tribunal de l'opinion publique, rejetées par le cœur et l'esprit des hommes. Il est vrai qu'ils ont essayé, mais leurs efforts se sont inscrits dans le cadre d'une tradition dépassée. Face à l'échec du crédit, ils n'ont proposé que de prêter davantage d'argent. Privés de l'appât du gain pour inciter notre peuple à suivre leur fausse direction, ils ont eu recours à des exhortations, implorant avec larmes le rétablissement de la confiance […]. Les changeurs de monnaie ont fui leurs sièges élevés dans le temple de notre civilisation. Nous pouvons maintenant restaurer ce temple selon les anciennes vérités. Cette restauration se mesurera à l'aune de l'application de valeurs sociales plus nobles que le simple profit monétaire. »

Au soir de l'investiture de Roosevelt, les banques de 32 des 48 États ainsi que celles du district de Columbia avaient fermé leurs portes.

## Composition du gouvernement
Roosevelt nomma des hommes influents aux postes-clés du cabinet mais s'assura de garder la haute main sur toutes les décisions importantes, quelque fussent les conséquences en termes de retard, d'inefficacité ou d'amertume. Dans son analyse du style de gouvernement de Roosevelt, l'historien James MacGregor Burns écrit : 

« Le président resta maître de son administration […] en s'appuyant pleinement sur ses pouvoirs formels et informels de chef de l'exécutif ; en fixant des objectifs, en créant une dynamique, en inspirant une loyauté personnelle, en obtenant le meilleur des gens […], en encourageant délibérément parmi ses collaborateurs un sens de la compétition et un choc des volontés qui conduisirent au désarroi, au chagrin et à la colère, mais qui déclenchèrent aussi des impulsions d'énergie exécutive et des étincelles de créativité […], en distribuant un même travail à plusieurs hommes et en confiant plusieurs travaux à un seul homme, et en renforçant de la sorte sa propre position qui était celle d'une cour d'appel, d'un dépositaire d'informations et d'un outil de coordination ; en ignorant ou en contournant les organismes de prise de décision collective, tels que le cabinet […] et toujours en persuadant, flattant, jonglant, improvisant, remaniant, harmonisant, conciliant, manipulant. »

Le premier secrétaire d'État de Roosevelt fut Cordell Hull, un célèbre homme politique du Tennessee qui avait siégé dans les deux chambres du Congrès. Même si Hull ne revendiquait aucune expertise dans le domaine de la politique étrangère, il était depuis longtemps favorable à une réduction des droits de douane, jouissait du respect des autres sénateurs et ne nourrissait aucune ambition pour la présidence. Le premier cabinet Roosevelt était, en outre, composé de plusieurs républicains éminents tels que le secrétaire au Trésor William H. Woodin, un industriel qui entretenait de bonnes relations avec le président, le secrétaire à l'Intérieur Harold L. Ickes, un républicain progressiste qui joua un rôle important dans la mise en œuvre du New Deal, et le secrétaire à l'Agriculture Henry Wallace qui avait participé à la campagne de Roosevelt en tant que spécialiste des questions agricoles. Roosevelt nomma également à la tête du département du Travail Frances Perkins qui fut la première femme membre d'un cabinet présidentiel. Farley, nommé ministre des Postes, se chargea de distribuer de nombreux postes de l'administration à des militants démocrates en vertu de ses pouvoirs de patronage ; quant à Howe, il servit Roosevelt en qualité de secrétaire particulier jusqu'à sa mort en 1936. Le candidat initial pour le poste de procureur général, le sénateur du Montana Thomas J. Walsh, mourut peu avant l'investiture de Roosevelt et fut remplacé au pied levé par Homer S. Cummings.
Les nominations de Hull, Woodin et du secrétaire au Commerce Daniel C. Roper apaisèrent les craintes du monde des affaires tandis que celles de Wallace, Perkins et Ickes furent bien accueillies par la gauche du spectre politique. La plupart des membres du premier cabinet de Roosevelt demeurèrent en place jusqu'en 1936 mais Woodin fut contraint de démissionner pour des raisons de santé en 1933 ; son successeur fut Henry Morgenthau qui devint en peu de temps le plus puissant membre du cabinet. Roosevelt ne réunissait toutefois que rarement ses ministres dont, à l'exception de Morgenthau et de Perkins, il n'était pas très proche et préférait s'appuyer sur le Brain Trust, un aréopage d'experts, d'universitaires et d'économistes qui l'aidaient à orienter sa politique et lui prodiguait de nombreuses recommandations dans tous les domaines. Parmi ce groupe de conseillers informels figuraient Raymond Moley, Adolf A. Berle, Rexford Tugwell, Bernard Baruch, Sam Rayburn ou encore Harry Hopkins, mais aussi Thomas G. Corcoran, Marriner Eccles et Felix Frankfurter. Roosevelt entretint en revanche des relations assez distantes avec ses vice-présidents successifs, Garner, dont il déplorait le conservatisme, Wallace, médiocre politique à ses yeux, et Truman qu'il n'eut pas le temps de bien connaître avant sa mort.  

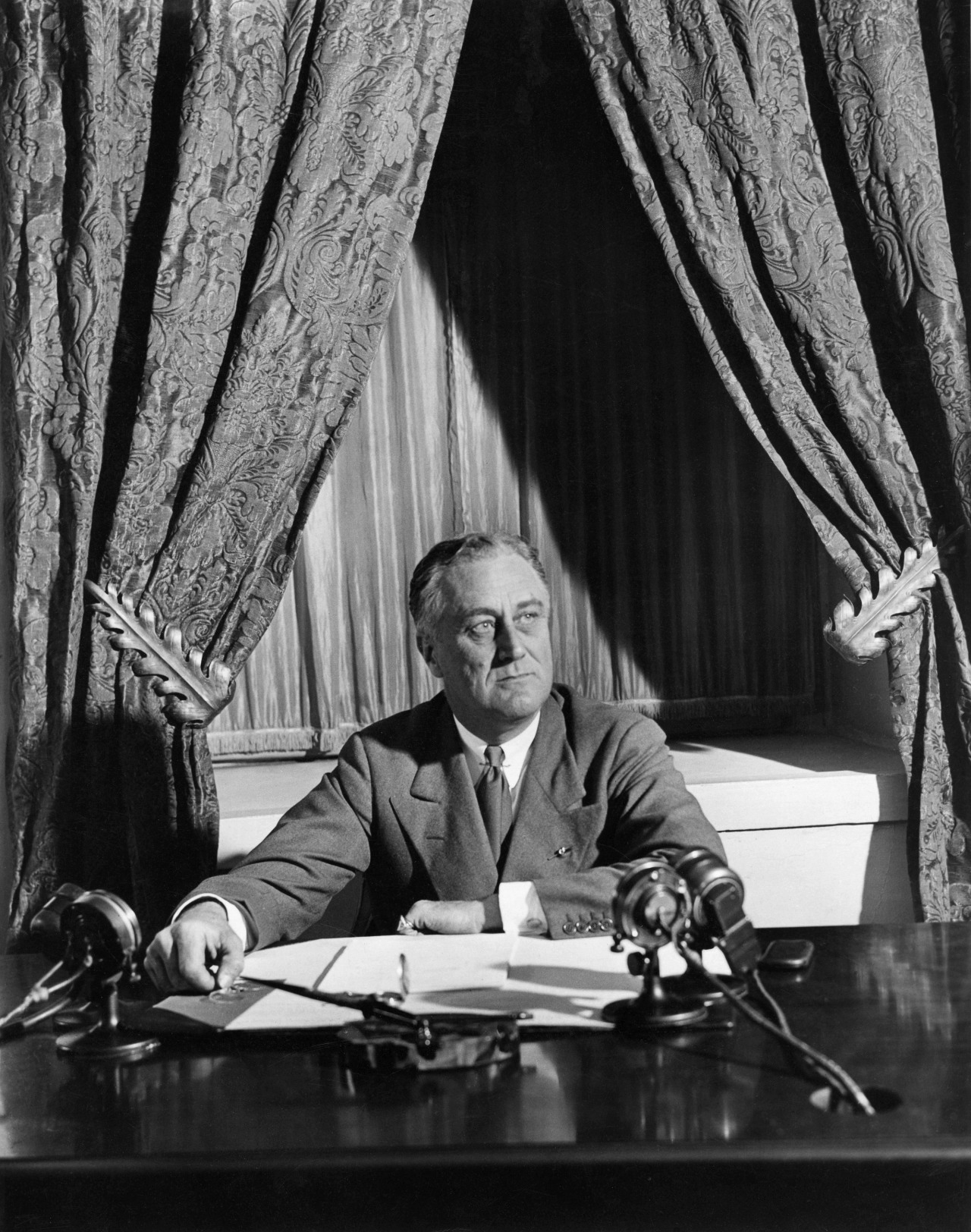
Le président Roosevelt en mars 1933.

## Nominations judiciaires

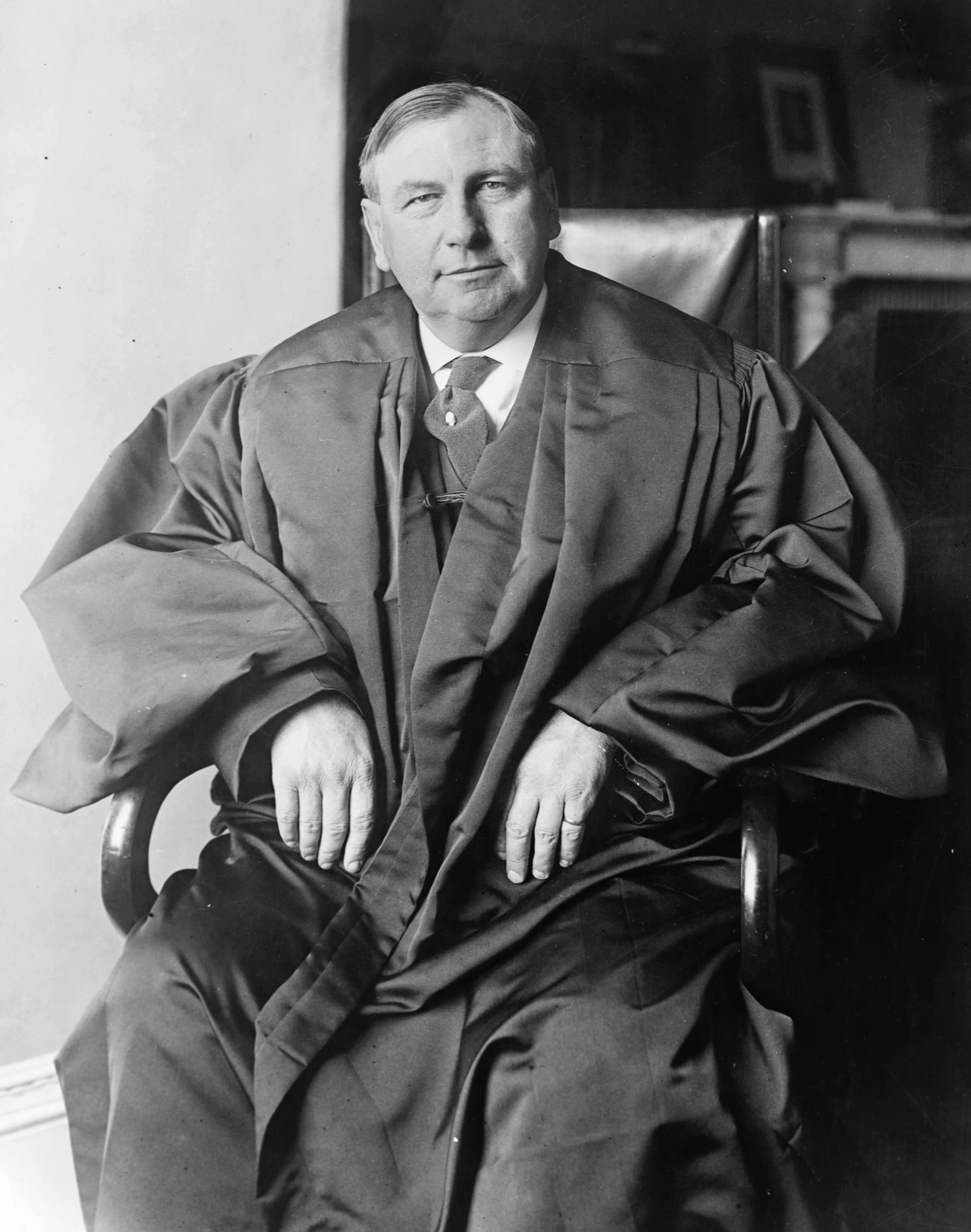
Le juge Harlan F. Stone, nommé à la Cour en 1925, fut élevé au poste de juge en chef par le président Roosevelt en juillet 1941.

Faute d'avoir pu ajouter de nouveaux sièges à la Cour suprême des États-Unis, Roosevelt se contenta de remplacer les juges les plus anciens au fur et à mesure de leur départ à la retraite. En 1937, il eut l'occasion de nommer son premier juge à la Cour lorsque Willis Van Devanter, l'un des « quatre cavaliers » conservateurs, annonça son intention de se retirer. Le candidat de Roosevelt, le sénateur de l'Alabama Hugo Black, était très clivant ; en effet, outre qu'il était un fervent partisan du New Deal, Black n'avait presque aucune expérience dans le domaine judiciaire et le Ku Klux Klan figurait parmi ses soutiens en Alabama. Black garda le silence à ce sujet mais ses amis démentirent son appartenance à cette organisation. Après sa confirmation par le Sénat, il fut cependant révélé qu'il avait bel et bien adhéré au Klan ce qui déclencha une importante controverse. Celle-ci finit néanmoins par s'apaiser et Black se fit connaître par la suite comme un champion des libertés civiles. 
La démission de Van Devanter fut suivie de plusieurs autres vacances. Au moment de terminer son second mandat en janvier 1941, Roosevelt avait ainsi procédé aux nominations des juges Stanley Forman Reed, Felix Frankfurter, William O. Douglas et William F. Murphy,. Le juge en chef Charles Evans Hughes et le juge associé James Clark McReynolds démissionnèrent peu après et Roosevelt put alors effectuer trois nominations supplémentaires. Il éleva Harlan F. Stone, un républicain qui avait été nommé à la Cour par le président Calvin Coolidge en 1925, au poste de juge en chef et désigna ensuite deux démocrates, le sénateur James F. Byrnes de Caroline du Sud et le procureur général Robert Jackson, pour occuper les sièges de Stone et de McReynolds restés vacants. Les sensibilités progressiste de Jackson, centriste de Stone et conservatrice de Byrnes facilitèrent la confirmation de ces trois juges par le Sénat. Byrnes ne se plut cependant pas à la Cour qu'il quitta dès 1942 en échange d'un poste haut placé au sein de l'administration Roosevelt. Il fut remplacé par le juge fédéral progressiste Wiley Rutledge qui siégea jusqu'à sa mort en 1949. À la fin de l'année 1941, Owen Roberts était le dernier juge de la Cour à n'avoir pas été nommé par Roosevelt.

## Politique intérieure du premier mandat (1933-1937)

### Premier New Deal (1933-1934)
Les historiens divisent généralement le New Deal de Roosevelt en trois catégories distinctes : l'aide sociale, dont plusieurs dizaines de millions de chômeurs avaient un besoin urgent, le redressement, qui signifiait le retour à une économie saine, et la réforme qui visait à conjurer les origines de la crise et en particulier les dérives du système bancaire et financier. Roosevelt expliqua directement sa politique au peuple américain dans une série d'entretiens radiophoniques connues sous le nom de « causeries au coin du feu » (fireside chats). Comme son prédécesseur Herbert Hoover, Roosevelt considérait que la crise économique résultait d’un manque de confiance qui se traduisait par une baisse de la consommation et de l’investissement.
Pour faire adopter les réformes qu'il souhaitait mener pour le pays, le président s'appuya sur des sénateurs de poids tels que George W. Norris, Robert F. Wagner et Hugo Black ainsi que sur ses conseillers du Brain Trust. Il put également compter sur un Congrès à forte majorité démocrate ainsi que sur le soutien de nombreux républicains progressistes. Entre le 9 mars et le 16 juin 1933, période de cent jours qui correspond à la durée de la session du Congrès, son administration fit passer un nombre record de projets de loi. Selon Georges Ayache, « Roosevelt n'eut jamais l'intention de mettre fin au régime capitaliste en Amérique. Ses débuts tonitruants à la présidence firent néanmoins figure de révolution car il jetait par-dessus bord près d'un siècle et demi de certitudes bien ancrées dans la société américaine ».

#### Réforme bancaire
La réforme bancaire fut la première urgence à laquelle fut confrontée l'administration Roosevelt. À la suite de la crise, des milliers de petites banques avaient mis la clé sous la porte ou étaient sur le point de faire faillite et nombre d'épargnants, de peur de perdre leurs avoirs, souhaitaient les récupérer. Dans les mois qui suivirent l'élection de Roosevelt, plusieurs gouverneurs décrétèrent des jours fériés dans leur État de sorte que les établissements bancaires fussent fermés et que leurs fonds ne pussent être retirés. L'ampleur de la crise était telle que, au moment de l'investiture de Roosevelt, 32 États avaient déjà procédé à la fermeture totale de leurs banques. La situation n'était pas vraiment meilleure dans les autres États où de nombreuses banques avaient posé le bilan et où les déposants n'étaient autorisés à retirer, quand ils le pouvaient, que 5 % de leurs économies. Sitôt arrivé au pouvoir, Roosevelt annonça que le 5 mars 1933 serait un jour férié fédéral, ce qui provoqua la fermeture de toutes les banques du pays. Certains observateurs contestèrent la légalité de cette décision mais la sévérité de la crise fit que l'initiative du nouveau président ne souleva guère de controverses dans l'immédiat. En concertation avec l'ancien secrétaire au Trésor de Hoover Ogden L. Mills, l'administration Roosevelt élabora dans les jours suivants un projet de loi destiné à renflouer le secteur bancaire.
À l'ouverture de la session spéciale du Congrès le 9 mars, les parlementaires adoptèrent sans difficulté l'Emergency Banking Relief Act. Contrairement aux espérances de certains radicaux et aux craintes de nombreux conservateurs, la loi ne nationalisait pas l'industrie financière mais prévoyait l'utilisation de fonds publics pour stabiliser les banques privées. Lorsque les banques rouvrirent le lundi 13 mars, le cours des actions à la bourse avait bondi de 15 % et le nombre de dépôts bancaires excédait celui des retraits, ce qui mit fin à la panique. Une autre mesure visant à restaurer la confiance des Américains dans leur système financier fut le Glass-Steagall Act qui avait pour but de freiner la spéculation en plafonnant le montant des sommes pouvant être investies par les banques de dépôt et en instaurant une séparation entre les banques de dépôt et les banques d'investissement.

#### Secours aux chômeurs

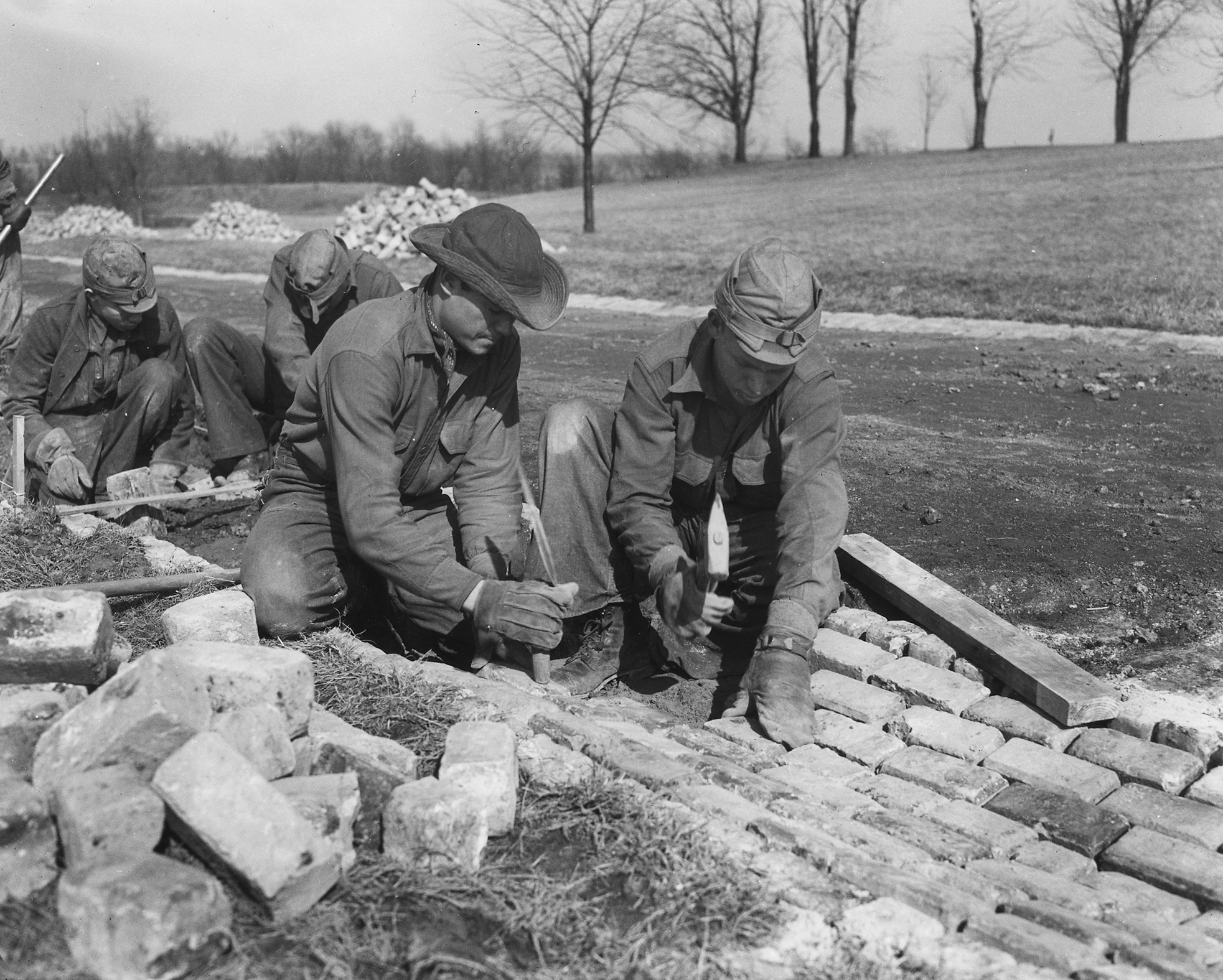
Ouvriers du CCC construisant une route dans l'actuel parc national de Cuyahoga Valley, en 1933.

Lorsque Roosevelt entra en fonction en 1933, 25 % de la population active était au chômage. La nécessité de venir en aide aux chômeurs fut donc au centre des préoccupations du New Deal. Dans ce domaine, Roosevelt se contenta d'imiter les programmes qu'il avait instauré durant son mandat de gouverneur de New York et de poursuivre ceux que Hoover avait initié. Le plus important de ces programmes fut, de 1933 à 1935, la Federal Emergency Relief Administration (FERA) dont l'une des missions consistait à distribuer de l'argent aux municipalités pour permettre à ces dernières d'entreprendre des travaux susceptibles d'être confiés aux chômeurs dans le besoin. La FERA était dirigée par Harry Hopkins qui avait déjà piloté un programme similaire dans l'État de New York. 
Une autre organisation gouvernementale, la Public Works Administration (PWA), fut créée afin de financer la construction d'infrastructures publiques ; elle fut placée sous la responsabilité du secrétaire à l'Intérieur Harold Ickes, l'un des plus fervents partisans du New Deal. Soucieux d'accroître le rôle du gouvernement fédéral dans la lutte contre le chômage, Hopkins obtint gain de cause avec la mise en place de la Civil Works Administration (CWA) qui se proposait de fournir du travail à toute individu sans emploi. En moins de quatre mois, la CWA embaucha quatre millions de personnes et déploya, pendant ses cinq mois d'existence, une activité frénétique en construisant ou rénovant 200 piscines, 3 700 terrains de jeux, 40 000 écoles, 400 000 km de routes et plus de 3 500 km de canalisations d'égout. En dépit de la très grande popularité du programme, Roosevelt y mit fin en mars 1934 pour des raisons budgétaires mais aussi parce qu'il ne voulait pas du principe d'un État fédéral considéré comme « employeur en dernier ressort ».
La plus populaire des institutions du New Deal, qui était aussi la préférée de Roosevelt, fut le Civilian Conservation Corps (CCC). Créé le 31 mars 1933, celui-ci recrutait des jeunes chômeurs âgés de 18 à 25 ans pour réaliser, moyennant rétribution, des travaux d'entretiens dans les forêts publiques et les parcs nationaux du pays. Les Noirs étaient acceptés, contrairement aux filles. En tout, 2,5 millions de jeunes Américains bénéficièrent du CCC, jusqu'à sa disparition en juin 1942.

#### Agriculture

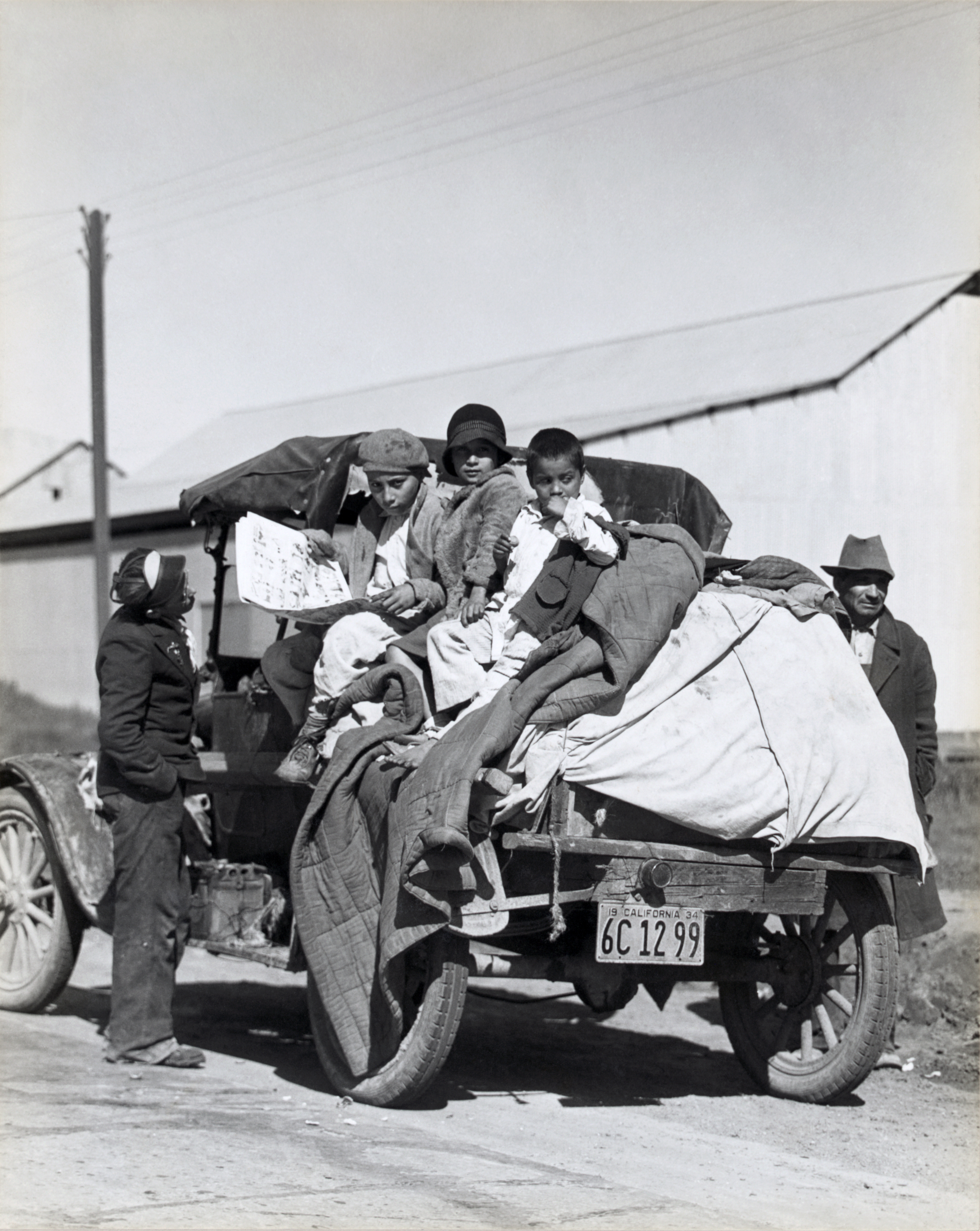
Une famille de migrants chassée de sa ferme dans la vallée de San Joaquin (Californie), en février 1935. Photographie de Dorothea Lange.

Roosevelt accorda une attention toute particulière aux questions agricoles. Les fermiers constituaient, à cette époque, environ 30 % de la main-d'œuvre totale du pays et les réformateurs du New Deal pensaient qu'un relèvement de l'agriculture serait profitable à l'économie en général. Le pilotage des programmes agricoles de la nouvelle administration fut confié au secrétaire à l'Agriculture Henry Wallace. La crise agricole qui persistait depuis les années 1920 fut exacerbée par la Grande Dépression et les saisies hypothécaires étaient monnaie courante chez les fermiers criblés de dettes. Ces derniers étaient prisonniers d'un cercle vicieux qui les incitaient à accroître leur production pour compenser le faible niveau des prix, ce qui avait pour résulter de faire baisser encore davantage les prix en augmentant les stocks de denrées disponibles. L'administration Hoover avait mis en place le Bureau agricole fédéral (Federal Farm Board) pour procéder au rachat des surplus agricoles et résoudre ainsi le problème de la surproduction, mais cela ne fut pas suffisant pour stabiliser les prix. Tout au long des années 1930, les fermiers du Midwest furent en outre sévèrement affectés par une série de violentes tempêtes de sable, connues sous le nom de Dust Bowl, qui poussa nombre d'entre eux à quitter leurs terres pour s'installer ailleurs.
En mai 1933 fut voté l'Agricultural Adjustment Act (AAA) qui donnait naissance à l’Agricultural Adjustment Administration. L'objectif de cette nouvelle agence était d'obtenir une contraction artificielle de l'offre et donc une hausse des prix des denrées agricoles. Pour ce faire, l'AAA fixa des quotas maximums pour la production du maïs, du coton, des produits laitiers, de la viande de porc, du riz, du tabac et du blé ; en retour, elle accordait des subventions pour les agriculteurs qui acceptaient de ne pas cultiver une partie de leurs terres. Le financement de ces subventions fut assuré par l'introduction d'une nouvelle taxe sur la transformation des produits alimentaires. Conformément à cette politique, 10 millions d'acres (soit 40 000 km2) de champs de coton furent détruits (soit un quart de la production totale), d'abondantes récoltes laissées à l'abandon et six millions de porcelets abattus,. Les revenus des fermiers augmentèrent significativement durant les trois premières années du New Deal du fait de la hausse des prix constatée. À l'inverse, les métayers pâtirent souvent du nouveau système car un certain nombre de propriétaires terriens empochèrent les subventions fédérales distribuées pour maintenir les terres en jachère.
L'AAA fut le premier dispositif fédéral conçu pour venir en aide aux fermiers et constitua la première étape d'une ingérence accrue du gouvernement dans le domaine de l'agriculture au cours des décennies suivantes. La loi fut cependant invalidée pour des motifs techniques par la Cour suprême en 1936. Avec l'adoption de la loi d'ajustement agricole de 1938, l'AAA fut remplacé par un programme similaire qui obtint cette fois l'approbation de la Cour. Plutôt que de rémunérer les agriculteurs en échange de friches, les autorités fédérales accordèrent à ces derniers des subventions pour développer la culture de plantes fourragères telles que la luzerne, réputée pour ses qualités d'amélioration des sols, qui ne seraient pas mises en vente sur le marché. La réglementation gouvernementale de la production agricole fut par la suite modifiée à de nombreuses reprises mais le principe de base qui consistait à subventionner les agriculteurs fut maintenu.

#### Aide au monde rural
À l'époque de Roosevelt, nombre de familles des régions rurales vivaient dans une grande pauvreté, particulièrement dans le Sud. Des agences comme la Farm Security Administration, qui succéda à la Resettlement Administration, s'efforcèrent de venir en aide aux migrants et aux paysans marginaux dont les conditions de vie difficiles furent mises en lumière par le roman à succès de John Steinbeck Les Raisins de la colère, publié en 1939 et adapté au cinéma l'année suivante par John Ford. Les responsables du New Deal refusèrent néanmoins d'allouer des crédits aux citoyens pauvres désireux d'acquérir une ferme car ils estimaient que les agriculteurs étaient déjà trop nombreux. En revanche, l'administration Roosevelt consacra d'importantes sommes à la remise en état des établissements de santé qui accueillaient les malades dans les régions les plus défavorisées. De son côté, la Farm Credit Administration refinança de nombreux prêts hypothécaires ce qui eut pour effet de diminuer l'ampleur des saisies. En 1935, le gouvernement fédéral mit sur pied la Rural Electrification Administration (REA) qui intensifia la construction de lignes électriques dans les zones rurales et permit de la sorte à des millions de personnes d'avoir accès pour la première fois à l'électricité. Dans la décennie qui suivit la création de la REA, le pourcentage de fermes reliées au réseau électrique passa de moins de 20 % à près de 90 %.
Sur les instances du sénateur progressiste du Nebraska George W. Norris, Roosevelt fédéralisa le barrage de Muscle Shoals, dans le Tennessee, afin de développer l'électrification de la région. En mai 1933 fut créée la Tennessee Valley Authority (TVA) dont l'un des principaux objectifs était de multiplier la construction de barrages afin de juguler les inondations, produire de l'électricité et moderniser les exploitations agricoles les plus pauvres de la vallée du Tennessee,. Grâce au recours à l'emprunt et à la coopération entre les autorités fédérales et locales, la TVA donna naissance à une zone « expérimentale » s'étendant sur plus de 100 000 km2, au Tennessee et au-delà ; celle-ci fut rapidement dotée de toute une panoplie d'infrastructures comme des barrages ou des canaux qui contribuèrent à relancer l'activité économique. Sous la direction d'Arthur Ernest Morgan, la TVA fonda également plusieurs villes nouvelles telles que Norris, dans le Tennessee, qui devaient encourager le développement d'un mode de vie coopératif et égalitaire. Même si les projets les plus ambitieux de la TVA ne furent pour la plupart jamais concrétisés, cette dernière était devenue le premier producteur d'électricité du pays en 1940. L'administration Roosevelt lança par ailleurs la Bonneville Power Administration qui remplissait des fonctions identiques à celles de la TVA dans le Nord-Ouest Pacifique, bien qu'à une échelle plus restreinte.
Pour diriger le Bureau des affaires indiennes, Roosevelt fit appel à John Collier qui mit en œuvre une nouvelle politique à l'égard des Amérindiens, notamment en assouplissant l'exigence d'assimilation culturelle. Les membres des communautés autochtones furent par ailleurs admis au sein du Civilian Conservation Corps ainsi que dans d'autres programmes du New Deal, dont le nouveau Service de préservation des sols (Soil Conservation Service).

#### National Recovery Administration

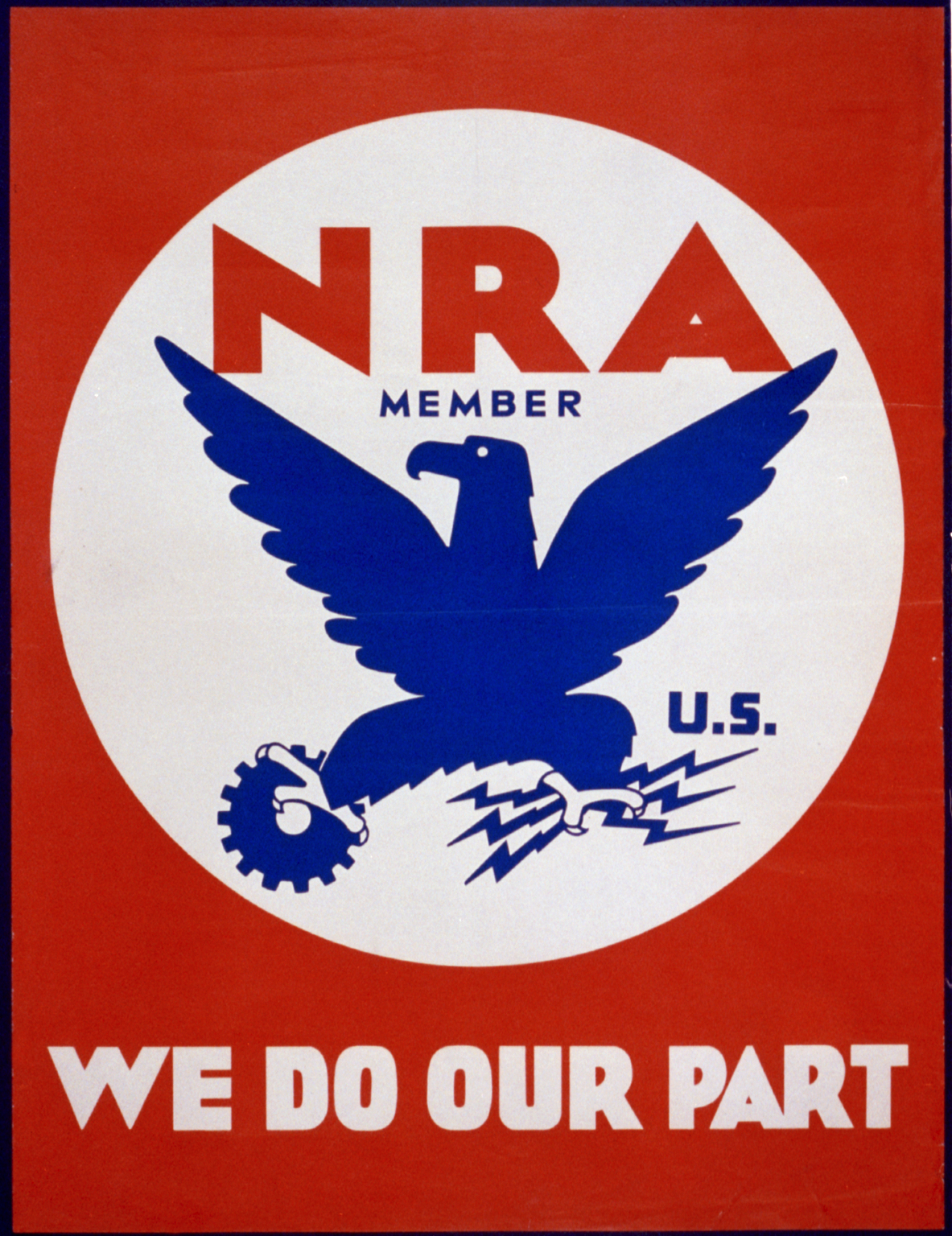
Affiche Blue Eagle de la NRA.

Sous la présidence de Roosevelt, la National Recovery Administration (NRA) fut, avec l'AAA, l'un des deux grands programmes destinés à rétablir la prospérité économique du pays. La NRA avait été fondée par le National Industrial Recovery Act (NIRA) de 1933 et avait pour but d'introduire des réformes dans le secteur industriel. Les concepteurs de la NRA furent très influencés par les travaux de Charles R. Van Hise, un universitaire progressiste qui considérait les trusts comme une caractéristique incontournable de toute société industrialisée. Plutôt que de se prononcer en faveur des lois antitrust visant à empêcher l'existence de ces monopoles, Hise avait, en son temps, recommandé la création d'organisations gouvernementales chargées de réguler les trusts. La NRA tenta de mettre fin à la concurrence sauvage en obligeant les différents secteurs de l'industrie à élaborer des codes de bonne conduite qui fixaient des règles de fonctionnement pour toutes les entreprises d'un secteur concerné, telles que l'instauration de prix et de salaires minimaux, des accords de non-concurrence et des restrictions de production. La négociation des codes par les dirigeants de l'industrie se fit avec l'approbation et les conseils des fonctionnaires de la NIRA. D'autres dispositions de la loi encourageaient la formation de syndicats et suspendaient la législation antitrust en vigueur.
Roosevelt nomma à la tête de la NRA l'ancien général Hugh S. Johnson qui avait participé au pilotage de l'économie nationale pendant la Première Guerre mondiale. Johnson souhaitait maintenir les salaires à un niveau élevé et s'efforça d'enrayer la surproduction industrielle ainsi que la compétition sauvage au moyen d'une baisse des prix. Au total, deux millions de chefs d'entreprise promirent à la NRA de mettre en place et de respecter les codes réclamés par cette dernière et les logos Blue Eagle (« aigle bleu »), qui indiquaient qu'une entreprise coopérait avec la NRA, se mirent à fleurir un peu partout. La NRA cibla particulièrement dix secteurs d'activité jugés essentiels à la reprise économique, dont, par ordre décroissant d'importance, l'industrie textile, le charbon, le pétrole, l'acier, l'automobile et le bois. Quoique réticents à imposer directement leurs exigences aux firmes, les responsables du programme incitèrent fortement les entreprises à adhérer aux codes et encouragèrent les consommateurs à acheter les produits des sociétés qui respectaient les nouvelles normes. Dans la mesure où chaque branche de l'industrie devait faire l'objet d'un code spécifique, les représentants de la NRA déléguèrent la rédaction des codes aux patrons qui se retrouvèrent dans bien des cas avantagés par rapport à leurs ouvriers. 
Cette forme de microgestion accentua l'impopularité de la NRA au sein de l'opinion publique et de nombreux membres de l'administration Roosevelt se mirent à douter de l'efficacité du programme. En mai 1935, la Cour suprême invalida à l'unanimité le National Recovery Act et le programme disparut dans une quasi-indifférence. Jacques Portes note cependant que « malgré cet échec, consommé dès 1934 et en dépit du départ de Johnson, le NIRA permet au gouvernement fédéral de faire admettre son intervention dans l'économie et d'imposer le respect de certaines réglementations sociales souvent oubliées ». À la suite de la disparition de la NRA, plusieurs agences furent créées ou renforcées afin de permettre la régulation de certains secteurs d'activité. En 1934, le Congrès mit ainsi sur pied la Commission fédérale des communications pour encadrer le développement de la radio et de la téléphonie. Cette initiative fut suivie quatre ans plus tard par le Civil Aeronautics Board chargé de réglementer l'aviation commerciale en plein essor. Enfin, en 1935, l'autorité de l'Interstate Commerce Commission fut étendue au transport routier tandis que la Federal Trade Commission reçut de nouvelles prérogatives.

#### Politique monétaire
Au sein de l'Agricultural Adjustment Act figurait l'amendement Thomas qui autorisait le président à réduire la teneur en or du dollar, à frapper des pièces de monnaie en argent et à émettre pour 3 milliards de dollars de monnaie fiduciaire non adossée à l'or ou l'argent. En avril 1933, Roosevelt mit fin à l'étalon-or. La parité dollar-or, qui était alors de 20,67 $ l'once, fluctua dans les mois suivants entre 27 et 35 $. Cette politique inflationniste était destinée d'une part à maîtriser la forte chute des prix si préjudiciable à l'économie nationale et, d'autre part, à réduire le volume de la dette publique et privée. Le 5 juin, le Congrès vota la fin des paiements en or dans les transactions commerciales. Dans ce contexte, Roosevelt torpilla la Conférence économique de Londres qui souhaitait stabiliser les taux de change. Le message « explosif » adressé par la Maison-Blanche à la conférence condamna toute tentative concertée de la part des puissances internationales de mettre fin à la dépression, tout en assurant à Roosevelt de garder la haute main sur la politique économique des États-Unis.
Même si le président était disposé à se montrer plus souple au sujet des droits de douane, il refusa le principe d'un régime de change fixe ainsi que la réévaluation des dettes contractées par les pays européens au cours du premier conflit mondial. En octobre 1933, l'administration Roosevelt décida d'augmenter ses stocks d'or afin de stimuler l'inflation. Quoique fortement critiquée par des observateurs tels que Keynes ou par des partisans de la monnaie forte comme Dean Acheson, l'initiative fut globalement bien accueillie dans les communautés rurales. De fait, cet afflux d'or déboucha, entre 1933 et 1936, sur une augmentation de 17 % du volume de monnaie en circulation aux États-Unis et contribua à la relance de l'activité. Le dollar fut quant à lui dévalué de 40 % en janvier 1934, son taux de conversion étant désormais fixé à 35 $ l'once. Avec l'adoption de la loi bancaire de 1935, le Federal Open Market Committee fut placé sous l'autorité directe du Conseil des gouverneurs de la Réserve fédérale, qui accentua ainsi sa mainmise sur le contrôle de la masse monétaire et la formulation des stratégies à adopter en fonction des cycles économiques.

#### Régulation financière
Le Securities Exchange Act of 1934 permit la création de la Securities and Exchange Commission (Commission des titres financiers et des bourses ou SEC) qui devait réglementer plus sévèrement les marchés financiers. Roosevelt nomma à la tête de la SEC Joseph P. Kennedy, qui s'était lui-même enrichi grâce à la spéculation, avec pour mission de « nettoyer » Wall Street. Kennedy rassembla aussitôt une équipe de réformateurs dont faisaient partie William O. Douglas et Abe Fortas qui entrèrent par la suite à la Cour suprême. La SEC avait quatre objectifs : le premier, et le plus important, était de restaurer la confiance des investisseurs dans le marché des titres, qui s'était pratiquement effondré en raison des doutes émis sur l'intégrité du système et les prétendues menaces externes causées par la présence d'individus hostiles aux milieux d'affaires au sein de l'administration Roosevelt. Deuxièmement, la SEC devait se débarrasser des petites escroqueries reposant sur la diffusion de fausses informations, l'existence de dispositifs frauduleux et le recours à des méthodes douteuses censées garantir un enrichissement rapide. Troisièmement, et sur une échelle bien plus large que la précédente, l'agence devait mettre un terme aux délits d'initiés dans les grandes firmes, grâce auxquels des investisseurs disposant d'informations confidentielles sur la situation d'une entreprise étaient en mesure de déterminer le moment le plus favorable pour l'achat ou la vente de leurs propres titres. Enfin, la SEC procéda, grâce à un système complexe, à l'enregistrement de tous les titres boursiers vendus sur le territoire américain, avec un ensemble précis de règles et de lignes directrices applicables à tous. L'obligation, imposée par la SEC, de divulguer des informations sur les entreprises et de permettre ainsi aux investisseurs de prendre leurs décisions en connaissance de cause contribua fortement à rétablir la confiance de ces derniers.
Dans les cent premiers jours de son administration, Roosevelt fit adopter le Securities Act de 1933 qui étendait les pouvoirs de la Federal Trade Commission et exigeait des sociétés émettrices de valeurs mobilières de divulguer des informations au sujet de ces titres. Une autre loi de régulation financière majeure fut le Public Utility Holding Company Act de 1935 qui démantelait les grandes sociétés holdings opérant dans les services publics. En effet, ces groupes étaient suspectés d'avoir cherché à extraire des profits des filiales de service public au détriment des clients.

#### Logement
Diverses propositions furent avancées pour relancer la construction de logements qui était généralement perçue comme une composante fondamentale de la reprise économique. Dans ce domaine, Keynes et le sénateur Wagner suggérèrent de lancer un programme de logements sociaux à grande échelle mais l'administration Roosevelt était plus intéressée par les mesures destinées à favoriser l'accession des citoyens à la propriété privée. En 1933, Roosevelt créa la Home Owners' Loan Corporation pour refinancer les habitations menacées de saisie immobilière. La Federal Housing Administration, active dès 1934, fixa des normes nationales pour la construction des maisons et fournit des assurances pour les prêts hypothécaires de longue durée. Une autre institution du New Deal, la Federal National Mortgage Association, rendit quant à elle le crédit immobilier plus attrayant pour les prêteurs en facilitant la titrisation des hypothèques. La mise en place de ces différentes agences n'entraîna pas une augmentation sensible de la construction de logements dans les années 1930 mais joua en revanche un rôle décisif dans le boom immobilier de l'après-guerre.

#### Fin de la prohibition
Alors que Roosevelt s'était longtemps abstenu de tout commentaire au sujet de la prohibition, il épousa la tendance majoritaire de son parti et de l'opinion publique qui réclamait son abolition lors de la campagne de 1932. Durant les cent premiers jours de sa présidence, il promulgua la loi Cullen-Harrison qui fixait le taux maximal de concentration en alcool de la bière à 3,2 %. La prohibition fut définitivement abrogée avec la ratification, en décembre 1933, du 21e amendement de la Constitution. Roosevelt ne fut pas impliqué dans l'élaboration du texte mais le mérite de son adoption lui fut en grande partie attribué. La fin de la prohibition augmenta les recettes fiscales des autorités fédérales, étatiques et locales et permit à Roosevelt de tenir une promesse de campagne auxquels de nombreux Américains étaient très attachés. Elle eut également pour conséquence d'affaiblir les gangs criminels des grandes villes et les bootleggers ruraux qui avaient largement profité de la contrebande illégale d'alcool,.

### Second New Deal (1935-1936)

#### Works Progress Administration
En 1935, la croissance de l'économie était de 21 % supérieure à son nadir, quoique toujours inférieure de 11 % au pic de 1929. Ce dernier seuil fut finalement dépassé en 1936 mais le taux de chômage, établi à 20 %, était loin d'être résorbé. Les revenus des fermiers étaient cependant en augmentation. Alors que la dépression économique se poursuivait, et à la suite du raz-de-marée démocrate aux élections de mi-mandat de 1934, Roosevelt mit en œuvre un « second New Deal » dont les programmes devaient non seulement assurer le retour à la prospérité mais également assurer la stabilité et la sécurité économiques à long terme pour les Américains ordinaires. Cette politique se traduisit, à partir de 1935, par un interventionnisme accru des autorités fédérales dans la sphère sociale. 
En avril 1935 fut voté l’Emergency Relief Appropriation Act qui, contrairement aux mesures d'aide sociale instaurées en 1933, faisait du gouvernement fédéral un acteur essentiel de la lutte contre le chômage (Roosevelt estimant, comme certains de ses conseillers, que le secteur privé n'était plus en mesure de garantir le plein emploi). L'une des principales conséquences de cette loi fut la création de la Works Progress Administration (WPA) dont la direction fut confiée à Harry Hopkins. Le rôle de cette agence consistait à recruter des chômeurs qu'elle rémunérait en échange de travaux souvent précaires, principalement dans la construction de bâtiments et d'infrastructures. De fait, grâce aux financements de la WPA, des hôpitaux, des écoles, un million de kilomètres d'autoroutes et de routes, 125 000 édifices publics ainsi que des ponts, des réservoirs et des systèmes d'irrigation virent le jour. Tout au long de son existence, le programme employa continuellement, en moyenne, deux millions de personnes, soit l'équivalent de 20 % de la population active des États-Unis. La WPA s'imposa rapidement comme le plus important dispositif d'aide sociale du New Deal, devant la PWA d'Harold Ickes qui continua néanmoins de fonctionner. L'agence fut également très active dans le domaine de la culture et soutint nombre d'initiatives artistiques, aussi bien dans le cinéma et la musique que dans le théâtre, la peinture et la littérature, à l'instar du Federal Writers' Project. Ces mesures bénéficièrent à des créateurs tels qu'Orson Welles ou Jackson Pollock et, en dépit d'un succès loin d'être unanime, demeurent emblématiques de la période.
Tout comme la CWA et le CCC, la WPA reposait sur la coopération entre le gouvernement fédéral et les autorités locales qui fournissaient les plans, le site et le matériel nécessaire au chantier tandis que Washington se chargeait de recruter la main-d'œuvre. L'aménagement des parcs publics fut au cœur des préoccupations de la WPA et plusieurs dizaines de milliers d'installations sportives et de loisirs furent construites en zone urbaine et rurale. Outre qu'ils fournissaient du travail pour les chômeurs, ces projets répondaient au développement d'une société de loisirs où de plus en plus de citoyens étaient soucieux d'entretenir leur condition physique. La WPA dépensa en tout 941 millions de dollars pour l'édification d'infrastructures dédiées aux loisirs, parmi lesquelles 5 900 terrains de sport et de jeux, 770 piscines, 1 700 parcs et 8 300 centres récréatifs,. Avec la disparition du chômage de masse au cours de la Seconde Guerre mondiale, la WPA fut supprimée par le Congrès en 1943.

#### Loi sur la Sécurité sociale

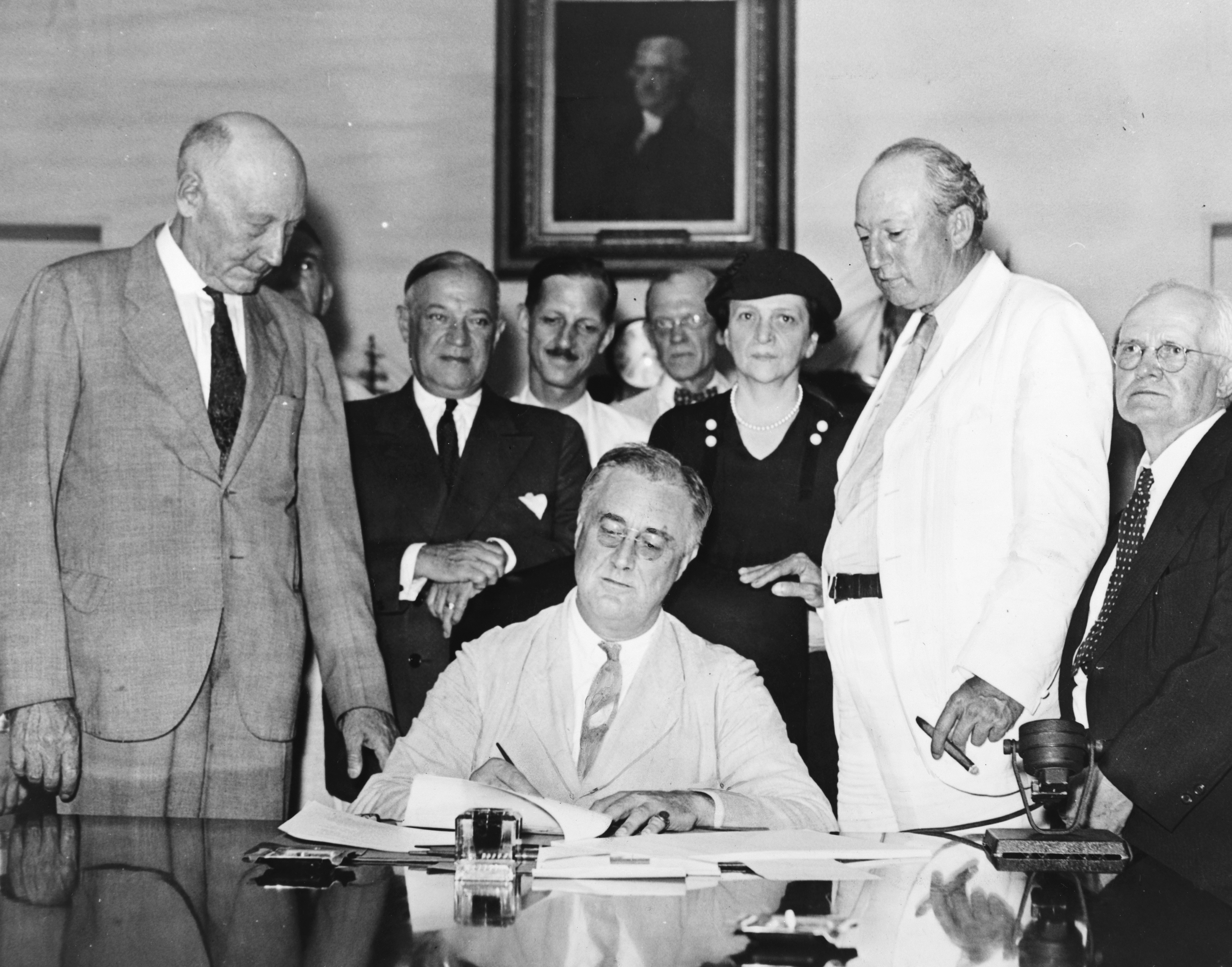
Signature du Social Security Act par le président Roosevelt le 14 août 1935.

Lorsque Roosevelt entra en fonction en 1933, les États-Unis étaient le seul pays industrialisé en proie à la dépression économique qui ne disposait d'aucun système de sécurité sociale. Quelques États avaient certes mis en place des programmes de retraite pour les personnes âgées mais le financement de ces derniers étaient très insuffisant. Quant au gouvernement fédéral, en dehors des pensions distribuées aux vétérans de la Première Guerre mondiale et d'autres conflits passés, il n'était guère familiarisé avec les programmes d'assurance sociale. De fait, pour la plupart des travailleurs américains, la retraite liée à l'âge n'était pas une perspective envisageable. Dans les années 1930, le médecin Francis Townsend attira l'attention avec sa proposition relative à l'octroi d'une pension publique de retraite dont le montant s'élèverait à 200 $ par mois. Roosevelt était sensible à la philosophie du projet de Townsend qui, tout en garantissant la subsistance de ceux qui n'étaient plus capables de travailler, stimulerait la demande économique et diminuerait l'offre de main-d'œuvre. En 1934, Roosevelt chargea le Comité sur la sécurité économique, présidé par la secrétaire au Travail Frances Perkins, d'élaborer un programme de retraite pour les personnes âgées, un système d'assurance chômage et un régime national d'assurance santé. Cette dernière suggestion fut finalement écartée mais le comité n'en conçut pas moins une assurance chômage, dont la gestion reposerait en grande partie sur les États, et un système de pensions de retraite qui, sur l'insistance de Roosevelt, devait être financé par les cotisations individuelles des travailleurs.     
En janvier 1935, Roosevelt proposa le Social Security Act (« loi sur la Sécurité sociale ») qui différait en partie du plan de Townsend. Après une série d'audiences menée par le Congrès, la loi fut promulguée en août de la même année. Au cours du débat parlementaire sur la Sécurité sociale, le programme fut amendé pour permettre le versement d'allocations aux veuves et aux personnes à charge des bénéficiaires des nouvelles prestations. Un certain nombre de catégories professionnelles étaient toutefois exclues du programme parmi lesquelles les agriculteurs, les domestiques et les employés du gouvernement ainsi qu'une bonne partie des enseignants, infirmières, membres du personnel hospitalier, libraires et travailleurs sociaux. Le dispositif de sécurité sociale fut financé par une nouvelle taxe sur les salaires, versée à parts égales par les employés et les employeurs et dont la collecte était assurée par les autorités étatiques. En raison du caractère régressif de cet impôt et du fait que le montant des prestations dépendait du niveau de cotisation individuel, le programme ne déboucha pas sur une véritable politique de redistribution des revenus, au grand dam de certains réformateurs dont Perkins. En plus de la Sécurité sociale, le Social Security Act mit également en place un système d'assurance chômage géré par les États et un programme d'« aide aux enfants à charge » (Aid to Dependent Children) destiné à soutenir financièrement les mères de famille célibataires. Si le Social Security Act était plutôt conservateur en comparaison des dispositifs d'assurance sociale en vigueur dans les pays d'Europe de l'Ouest, c'était la première fois que le gouvernement fédéral garantissait une forme de protection sociale pour les personnes âgées, les chômeurs temporaires, les enfants à charge et les handicapés. Analysant la portée de la loi sur la Sécurité sociale, le biographe de Roosevelt Kenneth S. Davis qualifia cette dernière de « plus importante mesure de législation sociale de toute l'histoire américaine ».
En dépit des efforts du Comité sur la sécurité économique pour promouvoir une couverture maladie à l'échelle nationale, le Social Security Act ne subventionnait que faiblement les soins de santé à destination des communautés rurales et des personnes handicapées. Roosevelt refusa ainsi toute réforme majeure du système de santé au motif que celle-ci n'était pas réclamée avec insistance par l'opinion publique, le Congrès ou les divers groupes de pression. La stratégie du président était, en la matière, d'attendre de disposer d'un courant majoritairement favorable à une réforme et, si cette réclamation était suffisamment forte à ses yeux, de lui apporter son soutien. Pour Jaap Kooijman, Roosevelt parvint de la sorte à « pacifier les opposants sans pour autant décourager les réformateurs ». Durant la Seconde Guerre mondiale, un groupe de parlementaires soumit le projet de loi Wagner-Murray-Dingell qui suggérait d'instaurer une assurance santé universelle entièrement financée par le gouvernement fédéral ; toutefois, en l'absence de soutien de Roosevelt, le texte n'avait que peu de chance d'aboutir face au bloc conservateur majoritaire. Intégrée au Fair Deal du successeur de Roosevelt, Harry S. Truman, la proposition fut finalement rejetée par le Congrès,.

#### Relations avec les syndicats

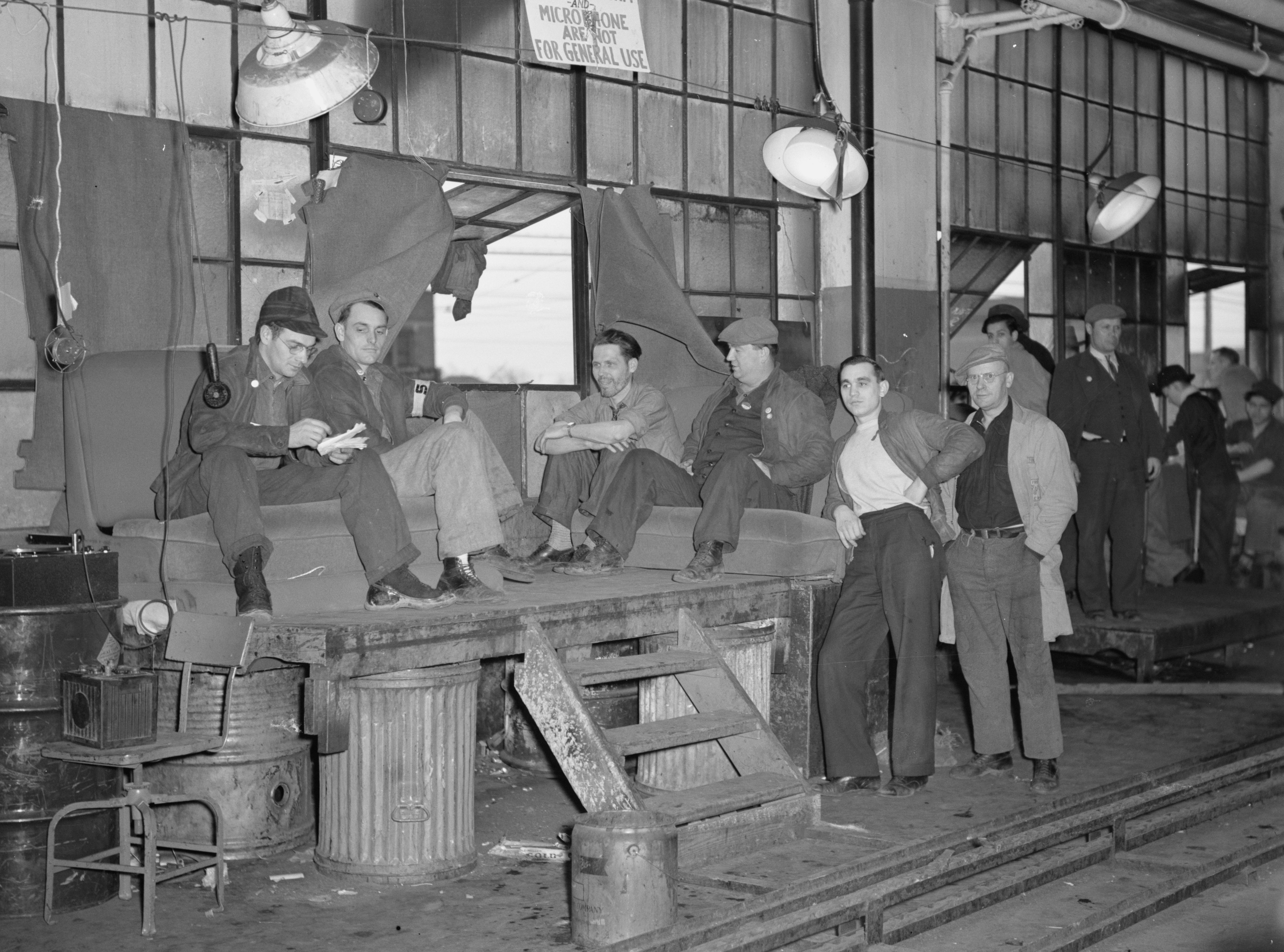
Ouvriers en grève à l'usine General Motors de Flint, dans le Michigan, en 1937.

Le National Labor Relations Act (NLRA) de 1935, aussi connue sous le nom de loi Wagner, garantissait aux travailleurs le droit de négocier des conventions collectives par l'intermédiaire du syndicat de leur choix. Il mettait également fin aux pratiques de travail déloyales telles que la discrimination à l'encontre des syndicalistes. La loi établissait en outre le National Labor Relations Board (« Bureau national des relations au travail » ou NLRB) afin de faciliter les accords salariaux et arbitrer les conflits du travail. La nouvelle législation n'allait pas jusqu'à contraindre les patrons à s'entendre avec leurs employés mais son entrée en vigueur, combinée avec celle de la loi Norris-La Guardia de 1932, créa un environnement politique et juridique favorable aux syndicats. D'autres facteurs comme la représentation des luttes de la classe laborieuse dans la culture populaire, l'apaisement des rivalités ethniques et la formation du comité La Follette pour enquêter sur les abus dont étaient victimes les syndicats accentuèrent le basculement de l'opinion publique en faveur des ouvriers. 
L'une des conséquences de ce phénomène fut l'augmentation vertigineuse du nombre de travailleurs syndiqués, particulièrement dans le secteur de la fabrication de masse. Lorsque la grève sur le tas de Flint mit en péril la chaîne de production de General Motors, Roosevelt brisa une tradition présidentielle bien établie en refusant toute intervention du gouvernement fédéral ; la grève entraîna finalement une vague de syndicalisation au sein de General Motors et de ses rivaux de l'industrie automobile américaine. À la suite de la grève de Flint, U.S. Steel reconnut officiellement le Steel Workers Organizing Committee (« Comité d'organisation des travailleurs de l'acier »). Le nombre total de travailleurs syndiqués passa de trois millions en 1933 à huit millions à la fin de la décennie, même si le Sud fut beaucoup moins concerné par cette hausse que les autres régions du pays.

### Autres réformes intérieures

#### Fiscalité

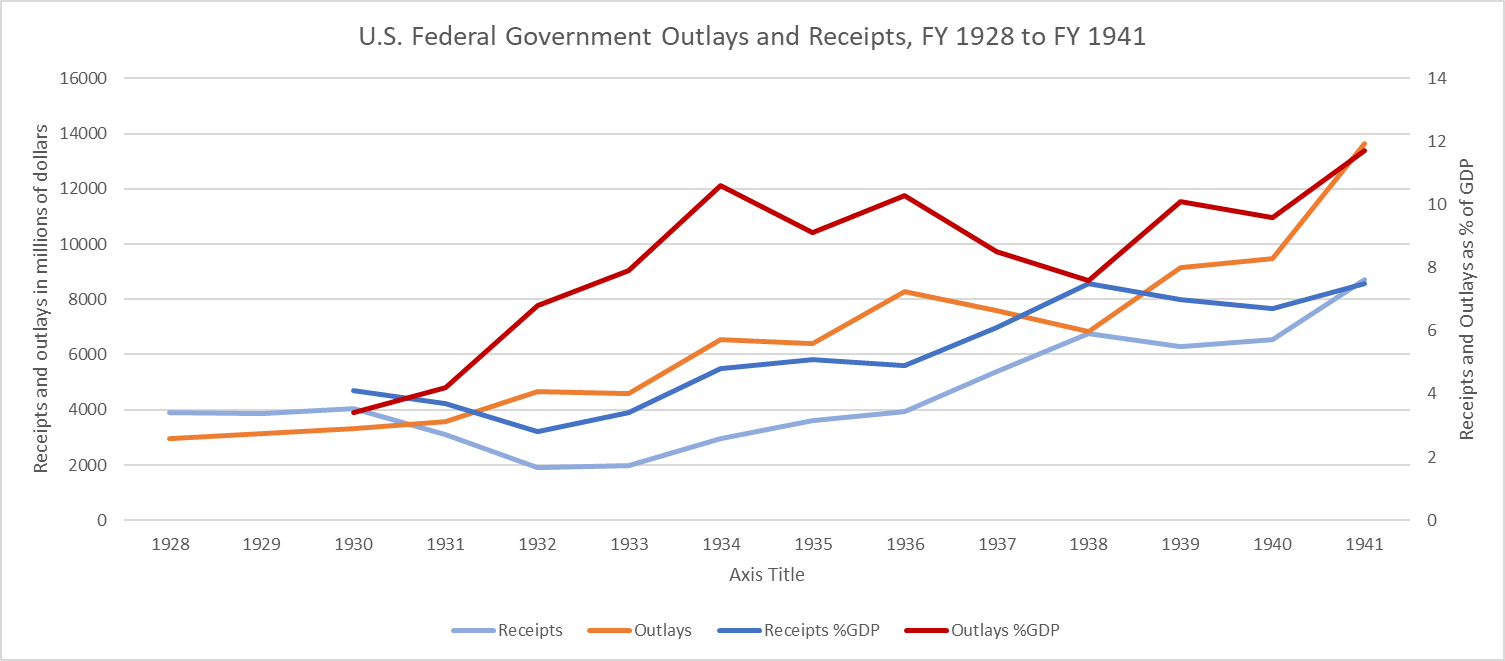
Recettes et dépenses du gouvernement fédéral américain pendant les années 1930.

Roosevelt n'était pas, au départ, très enclin à augmenter les dépenses fédérales de peur d'accroître le déficit budgétaire. Dans son esprit, les programmes fédéraux à destination des plus défavorisés ne devaient être que temporaires et il rejeta les propositions des économistes qui, comme Keynes, suggéraient de relancer l'activité en creusant le déficit. Conformément à sa promesse de campagne, il s'efforça au contraire de réduire la dépense publique : le budget des armées chuta de 752 millions de dollars en 1932 à 531 millions en 1934, le volume des pensions des anciens combattants diminué de 40 % (tant par la réduction du montant des pensions que par la radiation pure et simple de 500 000 vétérans et veuves de guerre de la liste des bénéficiaires), le salaire des fonctionnaires baissé et les crédits alloués à l'éducation et la recherche amputés. Les anciens combattants, bien organisés, protestèrent néanmoins avec virulence et la plupart des pensions furent restaurées ou revalorisées en 1934.
Au milieu de l'année 1935, Roosevelt se consacra à la préparation d'une importante réforme fiscale afin de taxer plus fortement les hauts revenus, augmenter l'impôt sur les successions, instaurer un impôt progressif sur les sociétés et taxer les dividendes reversés à des entreprises. Le projet, défendu à l'origine par le secrétaire au Trésor Morgenthau, permit au président de rivaliser sur sa gauche avec le sénateur de Louisiane Huey Long dont les propositions en la matière étaient plus radicales que les siennes. En réponse, le Congrès adopta le Revenue Act of 1935 qui n'augmenta pas significativement les recettes du gouvernement fédéral mais accentua le poids de l'impôt sur les plus riches. Un taux d'imposition maximal de 79 % fut fixé pour les revenus supérieurs à cinq millions de dollars, ce qui, en 1935, ne concernait qu'un seul individu, John D. Rockefeller. Dans les premiers mois de 1936, après l'adoption du Bonus Act, Roosevelt chercha de nouveau à augmenter les impôts sur les bénéfices des entreprises ; les élus du Congrès validèrent alors une proposition de loi qui, bien qu'inférieure aux attentes du président, créait une taxe sur les bénéfices non distribués des sociétés.

#### Éducation
La politique éducative du New Deal se distinguait radicalement des pratiques antérieures. Elle était spécifiquement destinée aux plus pauvres et portée dans une large mesure par des femmes bénéficiaires des programmes d'aide sociale ; elle ne reposait pas sur le professionnalisme, ni n'était élaborée par des experts. Au contraire, elle reposait sur la notion « antiélitiste » qu'un bon professeur n'avait pas besoin du diplôme adéquat, que l'apprentissage ne se résumait pas à la seule salle de classe et que l'éducation du tiers le plus pauvre de la population devait être une priorité. Les directeurs des écoles publiques, qui furent tenus à l'écart aussi bien des nouvelles décisions que des subventions du New Deal, furent outrés par ces mesures. Quoique dans une situation financière tout à fait délicate à la suite de l'effondrement de l'économie nationale, ils étaient bien organisés et tentèrent à plusieurs reprises, en 1934, 1937 et 1939, de faire abolir les programmes éducatifs du New Deal, en vain. Au sein même du gouvernement fédéral, Roosevelt amputa le budget et les effectifs du Bureau de l'éducation, pourtant composé d'individus hautement qualifiés, et refusa de s'entretenir avec son responsable, John Ward Studebaker. Par ailleurs, les compétences dispensées aux jeunes hommes sans emploi par le Civilian Conservation Corps étaient strictement encadrées afin d'empêcher toute mise en concurrence avec les travailleurs syndiqués au chômage. Le CCC disposait de ses propres classes, accessibles sur la base du volontariat ; les cours avaient lieu après les heures de travail et se concentraient principalement sur l'enseignement de la lecture et de l'écriture aux jeunes hommes qui avaient quitté l'école avant le lycée. La National Youth Administration ouvrit également ses propres lycées qui fonctionnaient indépendamment des écoles publiques sous contrôle étatique.

#### Statut des femmes

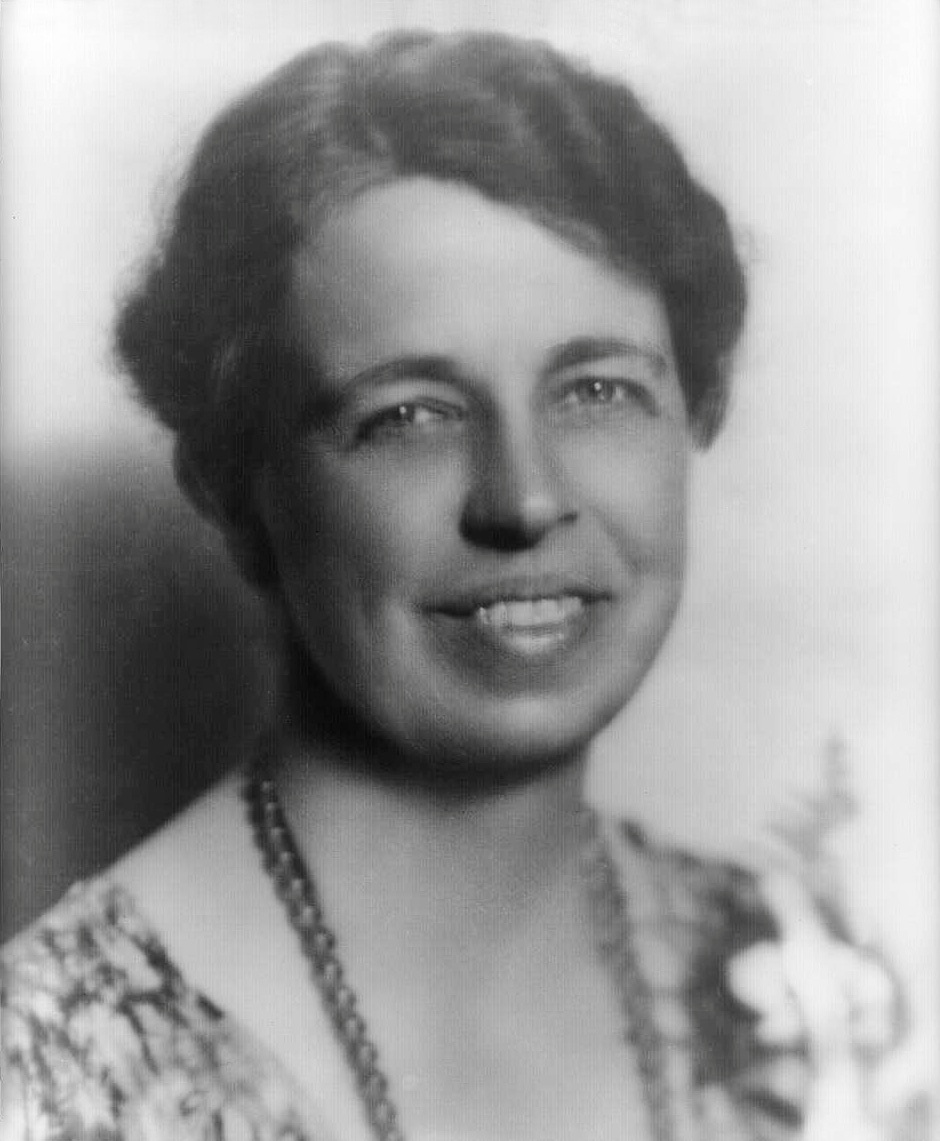
La Première dame Eleanor Roosevelt en 1933.

La condition des femmes s'améliora sous la présidence de Roosevelt. Celles qui étaient soutiens de famille furent éligibles aux programmes d'aide sociale, alors qu'une idée communément acceptée dans l'Amérique des années 1930 était que, compte tenu de la pénurie d'emplois, il n'était pas juste de la part du gouvernement d'embaucher à la fois un homme et son épouse. Malgré cela, les agences fédérales du New Deal ne négligèrent pas la présence des femmes qui furent 500 000 à travailler pour la WPA. De ce total, 295 000 furent employées à des travaux de couture qui débouchèrent sur la fabrication de 300 millions de vêtements et de matelas à destination de personnes en détresse et d'institutions publiques telles que les orphelinats. De nombreuses femmes furent également affectées dans les cantines scolaires,. De 1929 à 1939, le pourcentage de femmes nommées à des postes de fonctionnaires passa de 14,3 % à 18,8 % tandis que la main-d'œuvre de la WPA était presque à moitié féminine ; de même, le nombre de femmes salariées était de 13 millions en 1940 contre 10,5 millions en 1930, soit une augmentation de 24 %. Si les travailleuses étaient encore peu présentes dans les secteurs à fort taux de chômage comme l'industrie minière, elles se taillèrent en revanche une place de choix dans les emplois de bureau ou dans certaines branches de l'industrie légère telles que l'agroalimentaire.
Roosevelt nomma plus de femmes à des postes de la fonction publique que n'importe lequel de ses prédécesseurs. La secrétaire au Travail Frances Perkins fut ainsi la première femme à siéger au sein d'un cabinet présidentiel. Florence E. Allen, désignée par Roosevelt pour intégrer la Cour d'appel pour le sixième circuit en 1934, fut également la première femme à servir au sein d'une cour d'appel fédérale. Quant à la Première dame Eleanor Roosevelt, elle eut un rôle très remarqué dans l'édification d'un réseau de femmes investies de responsabilités consultatives et dans la défense des programmes d'aide sociale. De fait, sous l'ère du New Deal, les Américaines accédèrent à la vie publique dans des proportions qui demeurèrent inégalées jusqu'aux années 1960. À partir de 1941, Eleanor Roosevelt coprésida ― en tandem avec le maire de New York Fiorello La Guardia ― le Bureau de la défense civile (OCD), une agence civile destinée à prémunir les populations d'une attaque sur le sol américain. Elle chercha notamment à accroître l'implication des femmes à l'échelon local, mais ses différends avec La Guardia et une controverse sur les salaires jugés excessifs de plusieurs intervenants engagés par l'OCD précipitèrent sa démission en février 1942. D'une manière générale, l'historien Alan Brinkley considère que l'égalité des sexes ne figurait pas encore à l'ordre du jour : 

« Le New Deal n'a pas, non plus, fait bien plus qu'un effort symbolique dans son approche des problèmes liés à l'égalité des sexes […]. Les programmes du New Deal (même ceux conçus par les femmes du New Deal) continuèrent la plupart du temps à refléter les préjugés traditionnels sur les rôles des femmes et ne répondirent que très timidement aux aspirations de celles qui recherchaient l'indépendance économique et des opportunités professionnelles. L'intérêt pour les droits individuels et collectifs, devenu si central dans le progressisme d'après-guerre […], était faible, et parfois presque inexistant, dans le cadre même du New Deal. »

## Politique intérieure du deuxième mandat (1937-1941)

### Bras-de-fer contre la Cour suprême

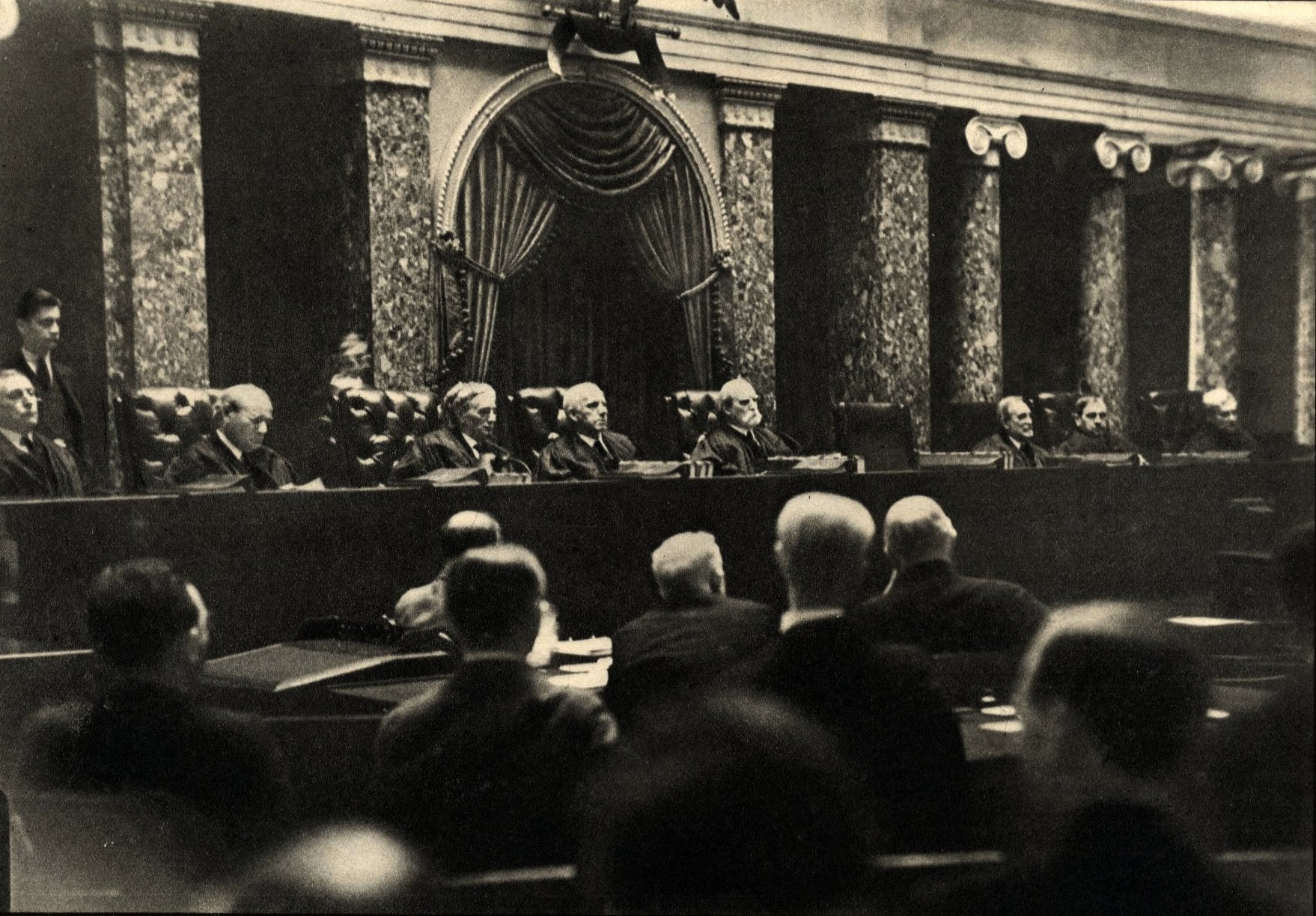
Les juges de la Cour suprême en 1937, photographiés par Erich Salomon.

Tout au long du premier mandat de Roosevelt, les juges de la Cour suprême furent divisés entre les « trois mousquetaires » progressistes, les « quatre cavaliers » conservateurs et les deux magistrats non affiliés, le juge en chef Charles Evans Hughes et le juge associé Owen Roberts. Les membres les plus conservateurs de la Cour adhéraient aux principes de l'ère Lochner au cours de laquelle les tribunaux s'étaient opposés à de nombreuses lois réglementant le travail au nom de la liberté contractuelle. Certains réformistes comme Theodore Roosevelt s'étaient élevés en leur temps contre ce « gouvernement des juges » et il était évident que les ambitieux programmes économiques et sociaux de Franklin Roosevelt allaient être examinés avec attention par la Cour. Celle-ci invalida une première composante du New Deal dans l'arrêt de 1935 A.L.A. Schechter Poultry Corp. v. United States. L'année suivante, elle se prononça en faveur de l'abrogation de l'Agricultural Adjustment Act (arrêt United States v. Butler). La constitutionnalité de la loi sur la Sécurité sociale et du National Labor Relations Act devait également être vérifiée par la Cour au début de l'année 1937.
Ces décisions furent critiquées par une importante frange du spectre politique qui souhaitait réduire l'influence de la Cour au moyen d'un amendement constitutionnel ; cependant, modifier la Constitution était chose complexe et Roosevelt se mit en quête d'une solution législative. Après sa réélection en 1936, il soumit un projet de loi sur la réforme des procédures judiciaires (Judicial Procedures Reform Bill of 1937) qui devait lui permettre de nommer un juge supplémentaire pour chaque juge en fonction dont l'âge était supérieur à 70 ans, ce qui était le cas de six d'entre eux en 1937. Depuis sa création, l'effectif de la Cour suprême avait été modifié à sept reprises par le Congrès, le dernier changement en date remontant à la loi judiciaire de 1869 qui avait fixé à neuf le nombre de juges. Si Roosevelt vanta le bien-fondé de sa réforme au nom de l'efficacité du processus judiciaire, il était clair pour tout le monde que son véritable objectif était de nommer des juges favorables à sa politique. 
De fait, ce que le président considérait comme un projet de loi nécessaire et mesuré fut assez largement ressenti dans le pays comme une atteinte au principe de l'indépendance de la justice et ses détracteurs eurent tôt fait de qualifier l'initiative de Roosevelt de « plan de bourrage de la Cour » (court packing plan). La proposition de Roosevelt fut farouchement contestée jusque dans les rangs de son propre parti, notamment par le vice-président Garner. Une coalition bipartisane de progressistes et de conservateurs se forma alors pour empêcher l'adoption du projet de loi tandis que le juge en chef Hughes sortit de sa réserve pour dénoncer publiquement la réforme. Les derniers espoirs de faire adopter le Judicial Procedures Reform Bill s'évanouirent avec la mort du chef de la majorité démocrate au Sénat Joseph Taylor Robinson en juillet 1937. La défaite fut cuisante pour Roosevelt qui avait épuisé une grande partie de son capital politique dans la bataille. Le conflit qui l'opposait à la Cour suprême monopolisa ses efforts pendant toute l'année 1937, au détriment des mesures sociales. Sa tentative de contourner l'hostilité de la Cour lui coûta par ailleurs le soutien d'éminents progressistes tels que le sénateur du Montana Burton K. Wheeler ou le journaliste Walter Lippmann.
En mars 1937, alors que le débat sur la réforme des procédures judiciaires faisait rage, la Cour rendit l'arrêt West Coast Hotel Co. v. Parrish qui, par cinq voix contre quatre, approuvait une hausse du salaire minimum à l'échelon étatique, alors que la Cour s'était prononcée contre une telle augmentation l'année précédente. Cela était dû à une volte-face du juge Roberts qui, depuis ce premier jugement, avait révisé sa position. La décision des juges fut généralement interprétée comme une évolution majeure de la philosophie judiciaire de la Cour ; le vote de Roberts, en particulier, fut qualifié dans un journal de « revirement qui a sauvé les neuf », dans la mesure où il rendait définitivement caduque toute velléité d'expansion de la Cour. Toujours en 1937, cette dernière entérina le National Labor Relations Board et les principales dispositions de la loi sur la Sécurité sociale.

### Réformes intérieures

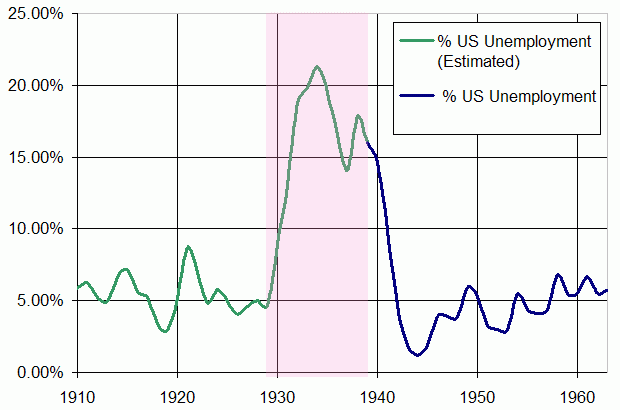
Taux de chômage aux États-Unis entre 1910 et 1960. La période de la Grande Dépression (1929-1939) est mise en exergue en rose. Les individus travaillant pour la Work Progress Administration et le Civilian Conservation Corps sont comptabilisés parmi les « sans-emploi ».

Profitant de la faiblesse momentanée de Roosevelt à la suite de l'échec de sa réforme judiciaire, les démocrates conservateurs se joignirent aux républicains pour empêcher la mise en œuvre de nouveaux programmes du New Deal. Sous l'impulsion du sénateur Josiah Bailey, un groupe de parlementaires bipartisan rédigea un « manifeste conservateur » qui accusait le New Deal d'avoir favorisé la montée en puissance des syndicats, l'augmentation des impôts, la réglementation de l'activité économique et le développement des programmes d'aide sociale. 
Roosevelt parvint malgré tout à faire adopter certains textes qui recueillaient l'approbation d'au moins une partie des républicains. La loi sur le logement de 1937, qui permit en deux ans la construction de 270 000 logements sociaux, et la seconde loi d'ajustement agricole, qui rétablissait l'Agricultural Adjustment Administration (AAA) et bénéficiait du soutien du puissant lobby des fermiers, étaient dans ce cas. En 1938, le Congrès adopta la loi sur les normes du travail équitable (Fair Labor Standards Act) qui interdisait le travail des enfants, établissait un salaire minimum fédéral et instaurait une rémunération des heures supplémentaires pour les employés qui travaillaient plus de 40 heures par semaine ; ce fut la dernière grande réforme du New Deal. Elle fut votée par certains élus républicains du Nord qui s'inquiétaient de la concurrence des bas salaires en vigueur dans les usines du Sud.
Le brusque effondrement du marché boursier en 1937 fut à l'origine de la récession de 1937-1938 qui se produisit alors même que la Grande Dépression n'était toujours pas résorbée. Sous l'influence d'économistes comme John Maynard Keynes, Marriner Eccles et William Trufant Foster, Roosevelt se départit alors de son conservatisme fiscal pour s'engager franchement en faveur d'un plan de relance économique. En augmentant les dépenses fédérales, le président espérait en effet entraîner une hausse de la consommation qui devait à son tour permettre aux employeurs du secteur privé de recruter davantage de main-d'œuvre et de diminuer ainsi le taux de chômage. Au milieu de l'année 1938, Roosevelt autorisa l'octroi de nouveaux prêts à l'industrie privée par l'intermédiaire de la Reconstruction Finance Corporation et obtint l'aval du Congrès pour allouer plus de 4 milliards de dollars de crédit à la WPA, la FSA, la PWA et d'autres programmes similaires.

### Réorganisation de l'exécutif

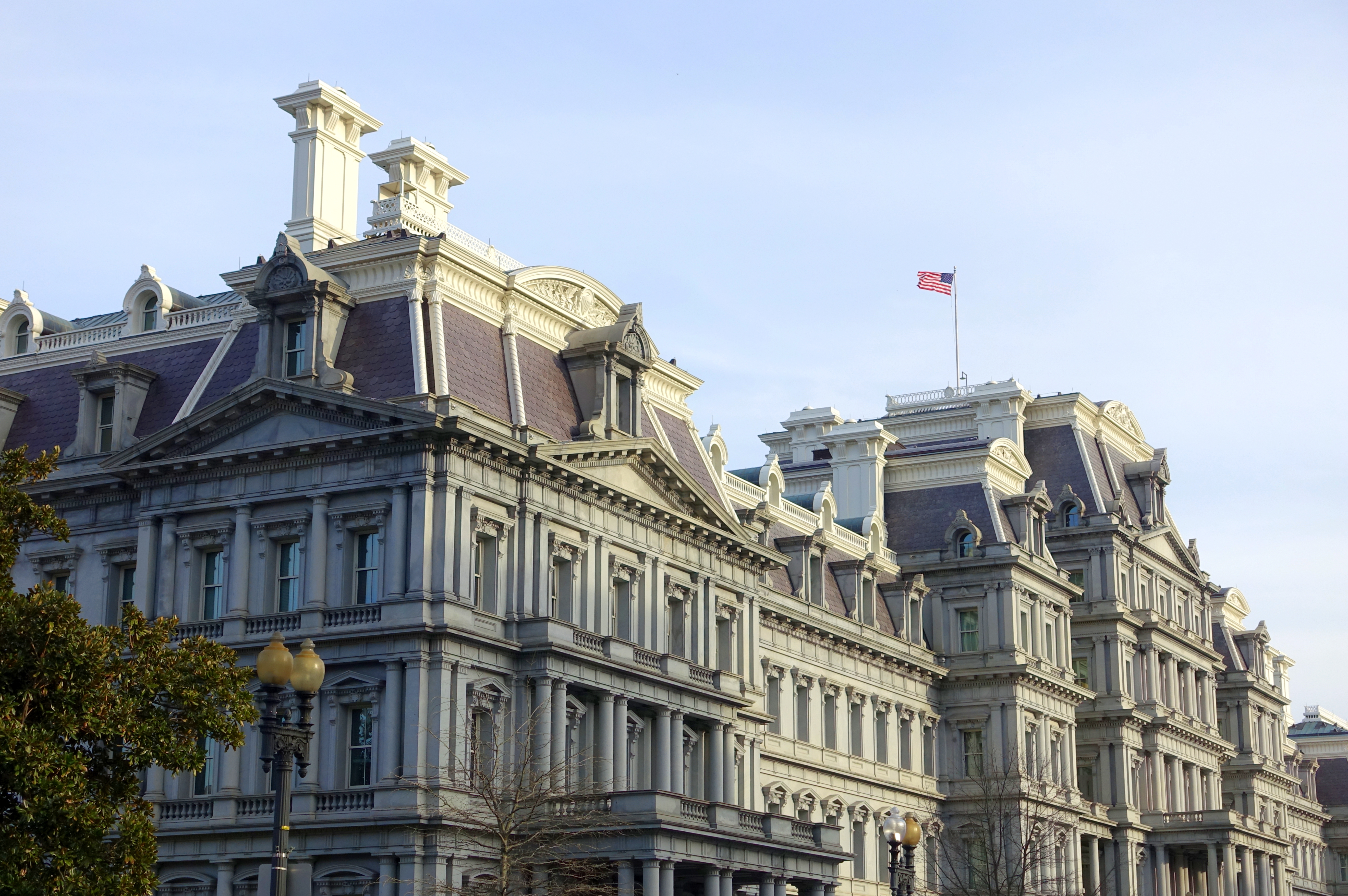
Siège du bureau exécutif du président des États-Unis à Washington, D.C.

Les nombreuses réformes engagées par Roosevelt eurent pour effet d'augmenter considérablement la taille et le poids du gouvernement fédéral. Ainsi, 65 agences exécutives furent créées rien que durant les deux premières années de sa présidence et le nombre de fonctionnaires civils fédéraux passa de 610 000 en 1931 à 954 000 en 1939. En 1936, Roosevelt mit sur pied le comité Brownlow pour recommander des changements dans la structure de la branche exécutive. En conclusion de leurs travaux, les membres du comité rappelèrent que les différentes agences gouvernementales avaient gagné en puissance et en indépendance au fil du temps et qu'il était nécessaire pour le président de reprendre en main la situation. Ils élaborèrent pour ce faire un plan qui suggérait de fusionner une centaine d'agences en seulement douze départements dont la gestion serait confiée à des assistants du président. En 1939, le Congrès vota la loi de réorganisation qui reprenait les propositions formulées par le comité Brownlow. 
Roosevelt créa dans la foulée le Bureau exécutif du président afin d'affermir encore davantage le contrôle du chef de l'État sur la branche exécutive. En outre, il amalgama plusieurs organismes gouvernementaux dédiés aux politiques de travaux publics et d'aide sociale pour donner naissance à l'Agence fédérale des travaux et à l'Agence fédérale de sécurité sociale. Enfin, il rattacha le très influent Bureau du budget, qui dépendait jusqu'alors du département du Trésor, au Bureau exécutif présidentiel. Pour André Kaspi et Hélène Harter, ce transfert fut important en ce qu'il permit à Roosevelt « d'avoir l'initiative financière et, par conséquent, de définir les actions prioritaires au détriment du Congrès ». La nouvelle loi autorisait par ailleurs la mise en place d'un Bureau de gestion des urgences (Office of Emergency Management) qui déboucha sur la création d'une multitude d'autres agences durant la guerre. La réorganisation de 1939 est surtout connue pour avoir donné au président la possibilité de s'entourer d'un essaim d'assistants et de conseillers en tout genre qui jouissaient d'une autonomie assez importante dans leurs champs de compétence respectifs, en particulier pour ceux qui disposaient d'un solide réseau au Congrès.

## Politique étrangère des premier et deuxième mandats
Roosevelt, qui avait beaucoup voyagé dans sa jeunesse, aborda avec sérénité les questions relatives à la politique étrangère. Partisan d'un engagement accru des États-Unis en faveur de la paix mondiale, il dut cependant composer, au sein même de son pays, avec une économie aux abois qui l'incita à privilégier dans l'immédiat la mise en œuvre du New Deal. Si les affaires étrangères ne firent pas figure de priorité dans les premiers temps de sa présidence, la montée en puissance des régimes totalitaires en Europe et la recrudescence des tensions en Asie encouragèrent Roosevelt à renforcer la présence américaine sur la scène internationale, ce en quoi il ne fut pas suivi par l'opinion publique et le Congrès.
Le département d'État ne subit que peu de changements au cours des premiers mandats de Roosevelt, en dehors d'une légère hausse des effectifs qui passèrent de 1 347 fonctionnaires en 1930 à 1 968 dix ans plus tard. Ne disposant pas d'une équipe de conseillers spécifiques pour l'épauler dans le domaine des relations extérieures, Roosevelt s'en remit pour l'essentiel aux notes diplomatiques transmises par le personnel du département d'État, en particulier les ambassadeurs. La formulation de sa politique étrangère, à laquelle les départements de la Guerre et du Trésor étaient associés, devait en outre tenir compte de l'avis du Congrès, où de nombreux partisans du New Deal étaient également de farouches isolationnistes.

### Isolationnisme
L'isolationnisme américain connut son apogée dans les années 1930. Même si le non-interventionnisme était un principe profondément ancré dans la tradition du pays, la détermination des isolationnistes à maintenir les États-Unis à l'écart des affaires du monde prit, au cours de cette décennie, des proportions inédites. Ce positionnement était motivé tout à la fois par un désir de se consacrer en priorité aux affaires intérieures, les rancœurs liées à la Première Guerre mondiale et aux dettes laissées impayées à la suite de ce conflit et, de manière générale, un détachement doublé d'une réticence à intervenir dans les crises montantes en Asie de l'Est et en Europe. Conscient de la force du courant isolationniste qui parcourait le pays, Roosevelt renonça à défendre l'adhésion des États-Unis à la Société des Nations pendant sa campagne présidentielle de 1932. Lui et son secrétaire d'État Hull, soucieux de ne pas répéter les erreurs de Wilson, veillèrent toujours à ne rien faire qui pût attiser le sentiment isolationniste. Le président était en particulier désireux de ne pas s'aliéner les sénateurs républicains progressistes qui, à l'instar de George Norris, Robert M. La Follette Jr., Hiram Johnson et William Borah, soutenaient ses réformes intérieures mais prônaient une politique étrangère isolationniste. Les travaux de la commission Nye sur l'implication des milieux d'affaires dans la Première Guerre mondiale, dans la première moitié des années 1930, renforcèrent encore davantage le mouvement isolationniste, dont l'essor fut l'un des facteurs qui incitèrent Roosevelt à abandonner l'adhésion des États-Unis à Cour permanente de justice internationale.

## Troisième et quatrième mandats (1941-1945)
De tous les ministres de Roosevelt, seuls Ickes et Perkins gardèrent leur poste du début à la fin.

### Prélude à la guerre

#### Soutien au Royaume-Uni contre l'Allemagne
Après sa réélection de 1940, Roosevelt fit publiquement campagne pour convaincre le Congrès de venir en aide aux Britanniques. En décembre 1940, Churchill interpella le président américain sur le fait que Londres n'était pas en capacité de financer la clause Cash and carry contenue dans les lois de neutralité. À une époque où les forces britanniques étaient pleinement engagées dans la lutte contre l'Allemagne, les doléances exprimées par le Premier ministre britannique consistaient en l'octroi de prêts par Washington et l'acheminement de fournitures américaines par les États-Unis eux-mêmes, ce à quoi Roosevelt consentit. Ce dernier prononça dans le même temps un discours dans lequel il affirmait que les États-Unis devaient endosser le rôle d'« arsenal de la démocratie » et, à ce titre, fournir une aide matérielle à tous les pays impliqués dans la lutte contre l'Allemagne et d'autres agresseurs. Roosevelt déclara, entre autres, que « si la Grande-Bretagne tombe, alors les puissances de l'Axe seront maîtres des continents d'Europe, d'Asie, d'Afrique et d'Australie ainsi que de la haute mer, et seront en mesure de déployer d'énormes ressources militaires et navales contre cet hémisphère ».

#### Tensions avec le Japon

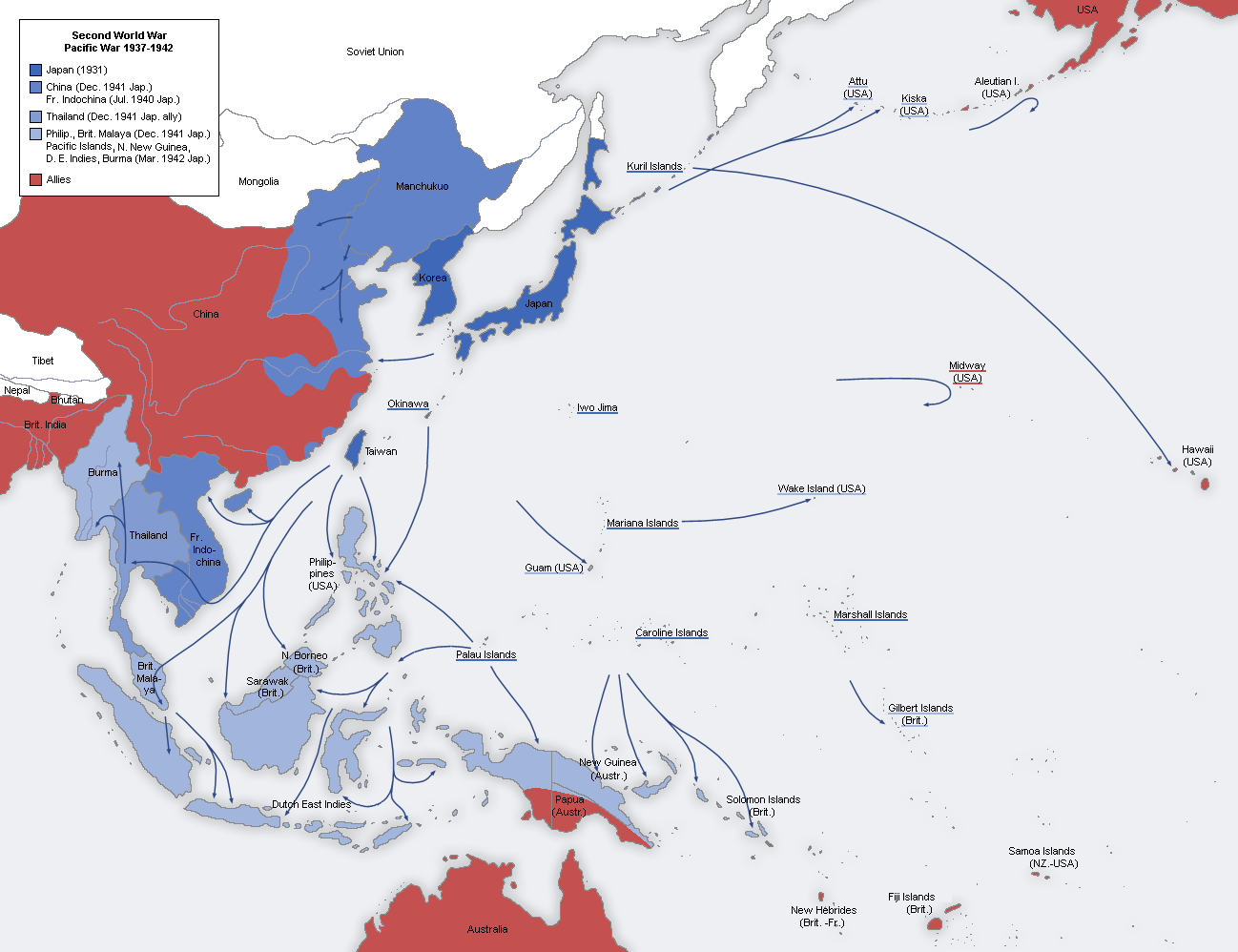
Mouvements d'expansion japonais dans le Pacifique et en Asie du Sud-Est entre 1937 et 1942.

En 1940, le Japon avait conquis une grande partie de la côte et des principales vallées fluviales chinoises, sans être toutefois parvenu à vaincre ni le gouvernement nationaliste de Tchang Kaï-chek ni les forces communistes de Mao Zedong. Bien que le Japon fût officiellement doté d'un gouvernement civil dirigé par le Premier ministre Fumimaro Konoe, le pouvoir réel était détenu par les chefs militaires et en particulier le ministre de la Guerre Hideki Tōjō. Ce dernier ordonna aux troupes japonaises de s'emparer des colonies françaises d'Indochine, faiblement défendues, lesquelles fournissaient des ressources et un appui logistique aux forces chinoises. Lorsque le nord de l'Indochine française fut occupé par le Japon à la fin de l'année 1940, Roosevelt approuva l'augmentation de l'aide octroyée à la République de Chine, ce en quoi il fut largement soutenu par l'opinion publique. Il décréta également, à l'encontre du Japon, un blocus partiel sur les exportations de fer et d'acier à destination de ce pays. L'année suivante, un débat se fit jour au sein de l'administration Roosevelt quant à la question de savoir s'il fallait continuer ou non d'approvisionner le Japon en pétrole, qui constituait à cette époque la principale exportation américaine vers l'archipel nippon. Si certains membres de l'administration étaient prêts à tout pour freiner l'expansion japonaise, le secrétaire d'État Cordell Hull craignait qu'une rupture des relations commerciales entre les États-Unis et le Japon n'encourageât ce dernier à satisfaire ses besoins en matières premières par la conquête des Indes orientales néerlandaises, de la Malaisie et de la Birmanie britanniques et des Philippines américaines.
L'attention de Roosevelt étant accaparée par la situation en Europe, la formulation de la politique asiatique et les négociations avec le Japon furent conduites par Hull. Dès le mois de mars 1941, Hull et l'ambassadeur japonais Kichisaburō Nomura cherchèrent à conclure un accord entre leurs gouvernements respectifs mais, Washington n'étant pas disposé à reconnaître l'occupation japonaise de la Chine et Tokyo pas davantage enclin à retirer ses troupes de cette région, les discussions entre les deux parties achoppèrent. Après le début de l'offensive allemande contre l'URSS en juin 1941, les Japonais renoncèrent à attaquer les forces soviétiques en Sibérie, mettant ainsi fin à un long débat interne sur quelle serait la prochaine cible de l'expansion japonaise. La conquête du sud de l'Indochine française par le Japon, en juillet, signifia que le régime de Tokyo était désormais en position de force pour déclencher une attaque contre la Birmanie et la Malaisie, sous contrôle britannique, ainsi que contre les Indes orientales néerlandaises. En réponse, les États-Unis suspendirent toute livraison de pétrole au Japon, alors même que ce dernier était dépendant à plus de 95 % des exportations pétrolières américaines.
À la suite de l'embargo américain, les stratèges japonais étudièrent la faisabilité d'une invasion des Indes orientales néerlandaises, richement pourvues en pétrole, et se rendirent compte que le succès d'une telle entreprise était conditionné à la conquête préalable des Philippines, possession américaine, et de la base britannique de Singapour. Cela supposait de détruire la flotte américaine du Pacifique, stationnée dans la base navale de Pearl Harbor, sur l'archipel d'Hawaï. Les dirigeants japonais étaient conscients qu'infliger une défaite totale aux États-Unis était chose impossible mais espéraient qu'une victoire décisive en mer inciterait Washington à rechercher un compromis. De son côté, Roosevelt refusa toute négociation directe avec le Premier ministre Konoe tant que les Japonais n'auraient pas d'abord évacué le territoire chinois. Avec le remplacement de Konoe par Tōjō à la tête du gouvernement en octobre 1941, les Japonais entamèrent des préparatifs pour une offensive contre les possessions américaines, britanniques et néerlandaises dans le Pacifique. Une dernière approche fut tentée en novembre par Nomura, qui demanda la reprise des relations commerciales et l'approbation des opérations militaires japonaises en Chine en échange de la promesse faite par le Japon de ne pas attaquer l'Asie du Sud-Est. En partie motivé par la crainte d'une entrée en guerre du Japon contre l'URSS en cas de conquête de la Chine, Roosevelt rejeta cette offre et les négociations furent rompues le 26 novembre.

#### Basculement vers la guerre
Dans la matinée du 7 décembre 1941, les Japonais attaquèrent par surprise la base navale américaine de Pearl Harbor, coulant la majeure partie des cuirassés américains présents dans le port et tuant 2 403 Américains, aussi bien militaires que civils. La thèse controversée selon laquelle Roosevelt ou des membres de son gouvernement étaient au courant du raid japonais contre Pearl Harbor est unanimement rejetée par les spécialistes, lesquels montrent que le secret de la mission japonaise fut bien gardé et que, si les dirigeants américains savaient que le déclenchement des hostilités était imminent, ils ne s'attendaient pas à ce qu'il se produisît à Pearl Harbor.
Après le choc de Pearl Harbor, le sentiment pacifiste aux États-Unis disparut du jour au lendemain et, pour la première fois depuis le début du XIXe siècle, la politique étrangère se hissa en tête des préoccupations de l'opinion publique américaine. Roosevelt plaida aussitôt en faveur de l'entrée en guerre de son pays dans son discours du « Jour de l'infamie », prononcé devant le Congrès, déclarant à cette occasion : « Hier, le 7 décembre 1941 — une date à jamais marquée d'infamie —, les États-Unis d'Amérique ont été soudainement et délibérément attaqués par les forces navales et aériennes de l'Empire du Japon ». Le 8 décembre, à la quasi-unanimité, le Congrès américain déclara la guerre au Japon. L'Allemagne déclara à son tour la guerre aux États-Unis le 11 décembre, imitée en cela par l'Italie.
Roosevelt dépeignit la guerre comme une croisade menée contre les dictatures belliqueuses qui menaçaient la paix et la démocratie à travers le monde. Avec l'aide de ses conseillers militaires, le président américain élabora une stratégie tournée en priorité vers l'Europe, avec pour objectif de stopper l'avance allemande en Union soviétique et en Afrique du Nord ; de mener à bien l'invasion de l'Europe occidentale afin d'écraser l'Allemagne nazie entre deux fronts ; et enfin de sauver la Chine tout en battant le Japon. Cette stratégie était contraire à l'opinion publique qui, dans une large mesure, considérait comme prioritaire la destruction du Japon. L'armée japonaise était toutefois déjà en train d'attaquer les Philippines américaines et ce fut donc le théâtre du Pacifique qui, dans la pratique, eut la priorité tout au long de l'année 1942. Dans les heures qui suivirent Pearl Harbor, les avions japonais bombardèrent les bases aériennes américaines des Philippines et y détruisirent les escadrilles de B-17 parquées au sol. Les troupes américaines chargées de la défense de l'archipel capitulèrent en mai 1942 et 10 000 hommes furent faits prisonniers par les Japonais. Parallèlement à l'invasion des Philippines, le Japon conquit successivement la Malaisie, Singapour, la Birmanie et les Indes orientales néerlandaises.

### Alliances, guerre économique et autres problématiques de guerre

#### Réaction aux persécutions des Juifs et à la Shoah
Après la Nuit de cristal en 1938, Roosevelt favorisa l'immigration juive en provenance d'Allemagne et autorisa les ressortissants autrichiens et allemands présents sur le territoire américain à rester aux États-Unis pour une période indéterminée. Ses efforts visant à protéger les immigrants juifs furent cependant obérés par la prévalence du nativisme et de l'antisémitisme au sein de l'électorat et du Congrès, par la réticence des Juifs-Américains à accueillir des immigrés juifs d'Europe de l'Est et par le caractère restrictif de la loi d'immigration de 1924. Cette dernière limitait les entrées d'immigrants aux États-Unis à 150 000 par an et fixait des quotas stricts pour chaque pays. Dans le contexte de la Grande Dépression, toute volonté d'assouplissement de la politique migratoire ne soulevait guère l'enthousiasme de la population. Cette situation n'empêcha pas Roosevelt d'user de son pouvoir exécutif pour permettre à plusieurs Juifs autrichiens et allemands, dont Albert Einstein, de fuir l'Europe ou de demeurer aux États-Unis même après l'expiration de leur visa.
En janvier 1942, Hitler décida de mettre en œuvre la « Solution finale » visant à exterminer les Juifs d'Europe. Les responsables américains furent informés de l'ampleur de la campagne d'extermination entreprise par les nazis dans les mois qui suivirent. Contre l'avis du département d'État, Roosevelt convainquit les autres dirigeants alliés de se joindre à la déclaration commune du 17 décembre 1942, laquelle condamnait le génocide en cours et annonçait que les auteurs de ce crime seraient traités comme des criminels de guerre. En janvier 1944, le président américain créa le Bureau des réfugiés de guerre (War Refugee Board) afin de venir en aide aux Juifs et à toutes les victimes des atrocités perpétrées par les régimes de l'Axe. Indépendamment de ces initiatives, Roosevelt était convaincu que le meilleur moyen de secourir les populations opprimées du continent européen était de terminer la guerre le plus rapidement possible. Tant les hauts responsables militaires que le département de la Guerre, hostiles à la moindre dispersion de l'effort de guerre, s'opposèrent à tout projet de bombardement des centres d'extermination nazis ou des lignes de chemin de fer menant à ces camps ; selon le biographe Jean Edward Smith, il n'existe aucune preuve que Roosevelt lui-même se soit vu suggérer une telle idée par quiconque.

### Front intérieur

#### Législation nationale
Le front intérieur fut marqué par des transformations sociales majeures tout au long de la guerre, et ce alors que la politique nationale n'était plus la principale préoccupation de Roosevelt. Le réarmement militaire stimula la croissance économique, à telle enseigne que le chômage fut divisé par deux, passant de 7,7 millions de demandeurs d'emploi au début de l'année 1940 à 3,4 millions à la fin de l'année 1941, avant de diminuer encore de moitié pour chuter à 1,5 million dans les derniers mois de l'année 1942, sur une population active de 54 millions d'individus. En 1941, afin de soutenir l'accroissement des dépenses fédérales, Roosevelt proposa au Congrès d'établir un impôt sur le revenu dont le taux serait fixé à 99,5 % pour tous les revenus supérieurs à 100 000 $ ; cette mesure n'ayant pas été adoptée, le président émit un ordre exécutif qui instaurait un prélèvement de 100 % sur l'ensemble des revenus au-delà de 25 000 $, mais le texte fut abrogé par le Congrès. Finalement, le Revenue Act of 1942 mit en place des taux d'imposition maximale pouvant aller jusqu'à 94 % (après prise en compte de l'impôt sur les revenus excédentaires) et introduisit le premier prélèvement à la source de l'histoire fédérale. La loi permit en outre d'élargir considérablement l'assiette fiscale : alors que seuls quatre millions d'Américains étaient assujettis à l'impôt fédéral sur le revenu avant la guerre, ils étaient plus de 40 millions à la fin de celle-ci. En 1944, Roosevelt sollicita à nouveau le Congrès pour l'entrée en vigueur d'une loi visant à taxer les profits « déraisonnables », tant des entreprises que des particuliers, de manière à lever 10 milliards de recettes supplémentaires destinées à financer la guerre et diverses mesures gouvernementales. Le Congrès, outrepassant le veto de Roosevelt, se prononça toutefois en faveur d'une législation plus modeste qui n'augmentait ces recettes que de 2 milliards de dollars. Les parlementaires supprimèrent dans le même temps plusieurs programmes du New Deal, parmi lesquels le CCC et la WPA.
Dans son discours sur l'état de l'Union de 1944, Roosevelt défendit l'existence d'un ensemble de droits économiques fondamentaux, qualifié par lui de « seconde Déclaration des droits ». Dans ce qui fut la plus ambitieuse proposition de réforme intérieure de l'époque, des associations de vétérans conduites par l'American Legion obtinrent la promulgation du G.I. Bill, une législation qui visait à octroyer de très importants avantages et facilités à la quasi-totalité des hommes et des femmes ayant servi dans les forces armées. Alors que Roosevelt était initialement partisan d'un projet de loi plus restrictif, davantage axé sur les personnes pauvres, il fut débordé par ceux de sa droite et de sa gauche qui, chacun pour des raisons diverses, soutenaient une approche plus globale, indépendamment des revenus et de l'expérience du combat ; l'une de ces raisons était le souci de ne pas réitérer les conflits persistants liés à l'indemnisation des anciens combattants tout au long des années 1920 et 1930. Les dispositions contenues dans le G.I. Bill comprenaient une allocation de 20 $ par semaine pendant un an pour les individus au chômage, le financement des frais de scolarité au lycée et à l'université et des prêts à faible taux d'intérêt pour l'achat d'un logement, d'une ferme ou d'une entreprise. Sur les quinze millions d'Américains ayant servi durant la Seconde Guerre mondiale, plus de la moitié bénéficièrent des avantages éducatifs prévus par le G.I. Bill.

#### Production de guerre
Afin de coordonner la production de guerre et divers aspects du front intérieur, Roosevelt mit sur pied la War Shipping Administration, l'Office of Price Administration, le Board of Economic Warfare et le War Labor Board. Si le gouvernement américain avait généralement recours à des contrats volontaires pour maintenir la production de matériel militaire, il arriva en de rares circonstances que l'administration Roosevelt prît temporairement le contrôle de sites industriels. Le Congrès introduisit pour sa part un certain nombre d'incitations fiscales destinées à encourager les entreprises à transitionner vers une production de guerre ; de même, la Reconstruction Finance Corporation continua d'accorder des prêts pour aider au renforcement de la capacité industrielle du pays. En dépit des efforts déployés par le Congrès pour favoriser l'attribution de contrats à des entreprises de taille modeste, la plupart des contrats militaires bénéficièrent aux principales firmes des États-Unis. La production de guerre augmenta de façon spectaculaire après Pearl Harbor mais sans atteindre pour autant les objectifs fixés par le président, en partie à cause du manque de main-d'œuvre. Un autre obstacle à l'accroissement de la production furent les nombreuses grèves, en particulier chez les travailleurs syndiqués des mines de charbon et du secteur ferroviaire, qui se poursuivirent jusqu'en 1944,. L'effort industriel de la nation pâtit enfin de la mobilisation sous les drapeaux de 16 millions d'individus pendant la guerre ; environ une famille américaine sur cinq comptait ainsi au moins un membre enrôlé dans les forces armées durant le conflit.
Malgré les contraintes et les difficultés, de 1941 à 1945, les États-Unis produisirent 2,4 millions de camions, 300 000 avions militaires, 88 400 chars et 40 milliards de munitions. La capacité de production américaine était sans commune mesure avec celles des autres belligérants ; ainsi, en 1944, les États-Unis construisaient plus d'avions militaires que l'Allemagne, le Japon, le Royaume-Uni et l'Union soviétique réunis. Le pays souffrit toutefois de l'inflation pendant la guerre et l'administration Roosevelt se résigna à instaurer un contrôle des prix et des salaires. En 1943, Roosevelt créa l'Office of War Mobilization (OWM) afin de superviser la production de guerre. La direction de cette agence fut confiée à James F. Byrnes, qui fut rapidement surnommé « le président adjoint » en raison de son influence. La persistance de l'inflation incita le gouvernement américain à étendre la politique de rationnement à un nombre croissant de biens de consommation.

#### Développement de la bombe atomique
En août 1939, les physiciens Leó Szilárd et Albert Einstein adressèrent à Roosevelt la lettre Einstein-Szilárd pour le prévenir d'un potentiel projet allemand de fabrication d'une bombe atomique. La perspective que l'Allemagne nazie se dotât la première de cette arme était terrifiante et Roosevelt autorisa le lancement de recherches préliminaires. Après Pearl Harbor, une poignée de hauts dirigeants du Congrès octroyèrent secrètement à l'administration les fonds nécessaires à la mise en route du projet Manhattan, placé sous la responsabilité du général Leslie Groves. Roosevelt et Churchill s'entendirent pour mener conjointement à bien ce projet et, dans le cadre de l'accord de Québec, les scientifiques américains furent autorisés à coopérer avec leurs homologues britanniques, parmi lesquels un espion qui permit à Moscou d'être informé du projet dans ses moindres détails. Le projet Manhattan coûta plus de 2 milliards de dollars, employa 150 000 personnes et nécessita la construction de gigantesques installations à Oak Ridge, Los Alamos et diverses autres localités du pays.

### Déroulement de la Seconde Guerre mondiale

#### Théâtres méditerranéen et européen du conflit

Les deux alliances de la Seconde Guerre mondiale (en bleu, les puissances de l'Axe ; en vert, les puissances alliées).

Les Soviétiques étaient partisans d'une invasion anglo-américaine de la France sous occupation allemande afin de distraire une partie des forces d'Hitler du front de l'Est. Churchill, en particulier, considérait toutefois en 1942 qu'il était trop tôt pour engager des troupes sur le sol européen et prôna avec insistance une campagne militaire visant à chasser les puissances de l'Axe d'Afrique du Nord et consolider la position des Alliés en Méditerranée. Passant outre les objections du général Marshall et de l'amiral King, pour qui l'Afrique du Nord ne constituait qu'un secteur relativement secondaire du conflit en cours, Roosevelt appuya le plan de Churchill de manière à ce que le déploiement de troupes américaines dans la région fût effectif dès 1942, et ce en coopération avec les Britanniques.
En novembre 1942, les Alliés débarquèrent en Afrique du Nord et obtinrent rapidement la reddition des forces françaises du gouvernement de Vichy présentes sur place. Cette reddition avait fait l'objet d'un accord entre le général Dwight D. Eisenhower, le commandant suprême de l'invasion alliée en Afrique du Nord, et l'amiral vichyste François Darlan. La coopération de Darlan avec les Alliés permit à ces derniers d'occuper en peu de temps la plus grande partie du territoire nord-africain, tout en suscitant la réprobation du général Charles de Gaulle, chef de la France libre, et d'autres opposants au régime de Vichy. Avec l'assassinat de Darlan en décembre 1942, le gouvernement de Vichy rompit les relations avec les États-Unis et sollicita l'appui de l'armée allemande afin d'empêcher les Alliés de prendre le contrôle de la Tunisie, alors sous domination coloniale française. Les rapports mouvementés entre Washington et des chefs français comme de Gaulle, Darlan ou Henri Giraud convainquirent Roosevelt de la nécessité de garder ses distances avec les diverses factions représentatives de la France jusqu'à la fin de la guerre. En dépit des importantes difficultés rencontrées par les forces inexpérimentées d'Eisenhower dans les premiers temps de la campagne de Tunisie, les opérations sur le terrain finirent par tourner à l'avantage des Alliés ; en mai 1943, 250 000 soldats de l'Axe furent contraints à la capitulation, ce qui mit fin à la campagne d'Afrique du Nord.
Lors de la conférence de Casablanca en janvier 1943, les États-Unis et le Royaume-Uni adoptèrent une stratégie consistant à vaincre les forces de l'Axe en Afrique du Nord avant de procéder à l'invasion de la Sicile puis, à partir de 1944, à celle de la France. Au cours de la conférence, Roosevelt annonça que l'Allemagne, l'Italie et le Japon devraient se soumettre à une capitulation sans condition. Cette dernière demande avait pour but de rassurer les Soviétiques, qui réclamaient toujours une attaque immédiate contre la France sous occupation allemande, sur le fait que les États-Unis n'avaient aucunement l'intention de négocier une paix séparée avec l'Allemagne. En février 1943, l'URSS reprit l'initiative sur le front de l'Est en remportant une victoire décisive lors de la bataille de Stalingrad. L'invasion de la Sicile par les Alliés fut déclenchée en juillet 1943 et se solda par la capture de l'île avant la fin du mois d'août. Alors que les combats faisaient rage en Sicile, le roi d'Italie Victor-Emmanuel III fit procéder à l'arrestation de Mussolini et le remplaça par le maréchal Pietro Badoglio, qui négocia secrètement la reddition de son pays aux Alliés. Bien qu'attaché au principe d'une capitulation inconditionnelle, Roosevelt accepta la signature d'un armistice dont les clauses permettaient à Badoglio de se maintenir au pouvoir. L'Allemagne restaura toutefois rapidement Mussolini dans ses fonctions et mit sur pied un nouvel État fantoche dans le nord de l'Italie. Commencée en septembre 1943, la libération de l'Italie continentale par les Alliés se poursuivit avec de lents progrès jusqu'en 1945. Roosevelt ne donna son aval à cette opération terrestre qu'à la condition que les Britanniques s'engagent à participer à l'invasion de la France vers le milieu de l'année 1944 ; dans cette optique, des troupes alliées furent retirées du front italien pour intégrer un contingent destiné à attaquer le territoire français.
Pour diriger l'invasion de la France, Roosevelt jeta son dévolu sur le général Eisenhower au détriment de Marshall. Le président voulait initialement confier cette mission à Marshall mais le haut commandement militaire le convainquit que le rôle de ce dernier à Washington était indispensable. Tout en amassant des forces importantes au Royaume-Uni, les puissances alliées lancèrent l'opération Bodyguard dont l'objectif était de masquer aux Allemands, par une campagne d'intoxication savamment orchestrée, le point de débarquement exact des Alliés dans le nord-ouest de l'Europe. Le 6 juin 1944, Eisenhower supervisa le débarquement de Normandie, dans le nord de la France, dans le cadre de l'opération Overlord. Soutenus par 12 000 avions leur garantissant une totale maîtrise du ciel et par la plus importante force navale jamais rassemblée, les Alliés parvinrent à établir une tête de pont en Normandie avant de pousser leur offensive sur le sol français. Malgré ses réticences à cautionner une instance gouvernementale non élue, Roosevelt reconnut le gouvernement provisoire de la République française dirigé par Charles de Gaulle comme étant le gouvernement de facto de la France en juillet 1944.
À l'issue de la bataille de la poche de Falaise, les Alliés repoussèrent les troupes de l'Axe vers l'Allemagne et entrèrent dans Paris en août 1944. Le même mois eut lieu l'opération Dragoon qui vit les troupes américaines, britanniques et françaises prendre pied dans le sud de la France. Confrontées à des difficultés logistiques, les armées alliées cherchèrent à s'emparer du port belge d'Anvers préalablement à l'invasion de la Ruhr, mais leur offensive sur l'Allemagne fut retardée par l'échec de l'opération Market Garden. À la fin de l'année 1944, Hitler commença à regrouper des effectifs importants en vue d'un contrecoup de grande ampleur destiné à convaincre les États-Unis et le Royaume-Uni de négocier une paix séparée. Une attaque surprise effectuée par les Allemands en décembre 1944 marqua le début de la bataille des Ardennes, les Alliés parvenant toutefois à refouler leurs adversaires dans les semaines suivantes. Le franchissement du Rhin par les Alliés fut effectif en mars 1945, après quoi ces derniers occupèrent la Ruhr et la Sarre, une autre région industrielle cruciale pour l'effort de guerre allemand. En avril 1945, la résistance nazie était en voie de déliquescence face à l'avancée des Alliés occidentaux à l'ouest et des Soviétiques à l'est.

#### Guerre du Pacifique

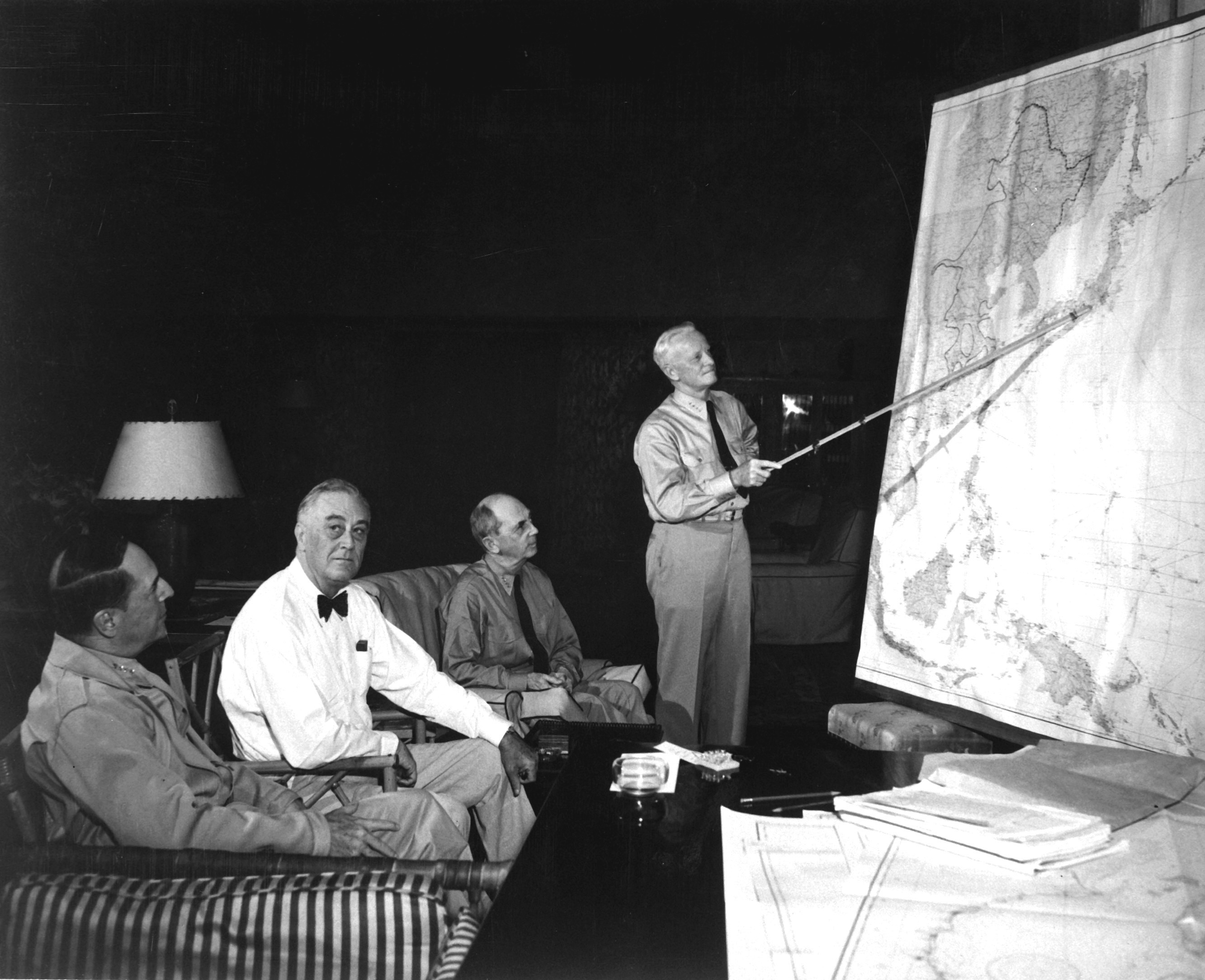
Roosevelt (en chemise blanche) en conférence avec le général Douglas MacArthur et les amiraux William Leahy et Chester Nimitz, en juillet 1944.

Après s'être emparé de la plus grande partie de l'Asie du Sud-Est dans les mois qui suivirent Pearl Harbor, le Japon chercha à étendre encore davantage son territoire et prit possession des îles Salomon ainsi que de certaines portions de la Nouvelle-Guinée. Cependant, en mai 1942, les forces américaines et australiennes défirent les Japonais lors de la bataille de la mer de Corail, ce qui incita ces derniers à lancer une offensive terrestre en Nouvelle-Guinée. Désireux de s'assurer le contrôle d'une île hautement stratégique et de détruire la marine américaine dans le Pacifique, Tokyo décida également d'attaquer les îles Midway, alors occupées par les États-Unis. Avec l'aide du projet de cryptanalyse Magic, la flotte américaine de l'amiral Chester Nimitz battit son homologue japonaise au cours de la bataille de Midway. Cet affrontement, durant lequel les Japonais perdirent quatre précieux porte-avions, constitua un tournant dans la guerre du Pacifique. En août 1942, les États-Unis attaquèrent à leur tour les troupes japonaises sur l'île de Guadalcanal, dans le Pacifique Sud, où les combats se poursuivirent jusqu'en février 1943. Après s'être rendus maîtres de Guadalcanal, les Américains adoptèrent une stratégie dite du « saute-mouton » consistant à éviter les îles pourvues de solides garnisons japonaises. Au début de l'année 1944, les Alliés avaient recouvré la majeure partie de la Nouvelle-Guinée et débarqué sur l'île adjacente de Nouvelle-Bretagne.
Alors que la campagne dans le Pacifique Sud-Ouest suivait son cours, l'armée américaine déclencha une offensive dans le Pacifique central dont le point de départ fut la bataille de Tarawa en novembre 1943. Les États-Unis capturèrent ensuite diverses positions japonaises dans les îles Marshall et les îles Caroline. En juin 1944, ce fut au tour de Saipan, dans les îles Mariannes, d'être attaqué par les forces américaines, qui s'emparèrent de l'île au début du mois de juillet au prix de 14 000 pertes dans leurs rangs. Parallèlement aux combats livrés à Saipan, les États-Unis remportèrent une importante victoire navale sur leurs adversaires lors de la bataille de la mer des Philippines, qui se solda par la destruction de trois porte-avions japonais. En juillet 1944, lors d'une entrevue avec Nimitz et MacArthur, Roosevelt approuva la poursuite des opérations dans le Pacifique Sud-Ouest et le Pacifique central. Les troupes commandées par MacArthur devaient continuer leur avance en direction des Philippines tandis que les forces engagées dans le Pacifique central sous les ordres de Nimitz devaient se diriger vers le Japon. Le débarquement américain sur l'île philippine de Leyte, en octobre 1944, provoqua une riposte navale de la part des Japonais dans la mesure où l'archipel des Philippines revêtait une importance cruciale sur la ligne d'approvisionnement pétrolière japonaise en partance des Indes orientales néerlandaises. La flotte japonaise fut toutefois décimée à l'issue de la subséquente bataille du golfe de Leyte, parfois considérée comme la plus grande bataille navale de l'histoire. Les forces de MacArthur s'emparèrent de Leyte en décembre et, dès mars 1945, s'étaient rendues maîtresses de la quasi-entièreté des Philippines.
À partir de novembre 1944, les Américains commencèrent à mener des raids aériens sur le Japon depuis les îles Mariannes, mais les Japonais étaient toujours maîtres de plusieurs îles susceptibles de défendre l'archipel nippon. En février 1945, les États-Unis envahirent l'île d'Iwo Jima, particulièrement bien défendue, et en achevèrent la conquête le mois suivant. Le 1er avril, les troupes américaines débarquèrent à Okinawa, la plus importante île de l'archipel Nansei. Les Japonais laissèrent leurs adversaires prendre pied sur l'île avant de lancer une attaque féroce au cours de laquelle des avions japonais se jetèrent en kamikaze sur les navires américains. Les forces japonaises présentes à Okinawa résistèrent jusqu'en juin 1945, non sans avoir infligé plus de 60 000 pertes aux Américains.

## Planification de l'après-guerre

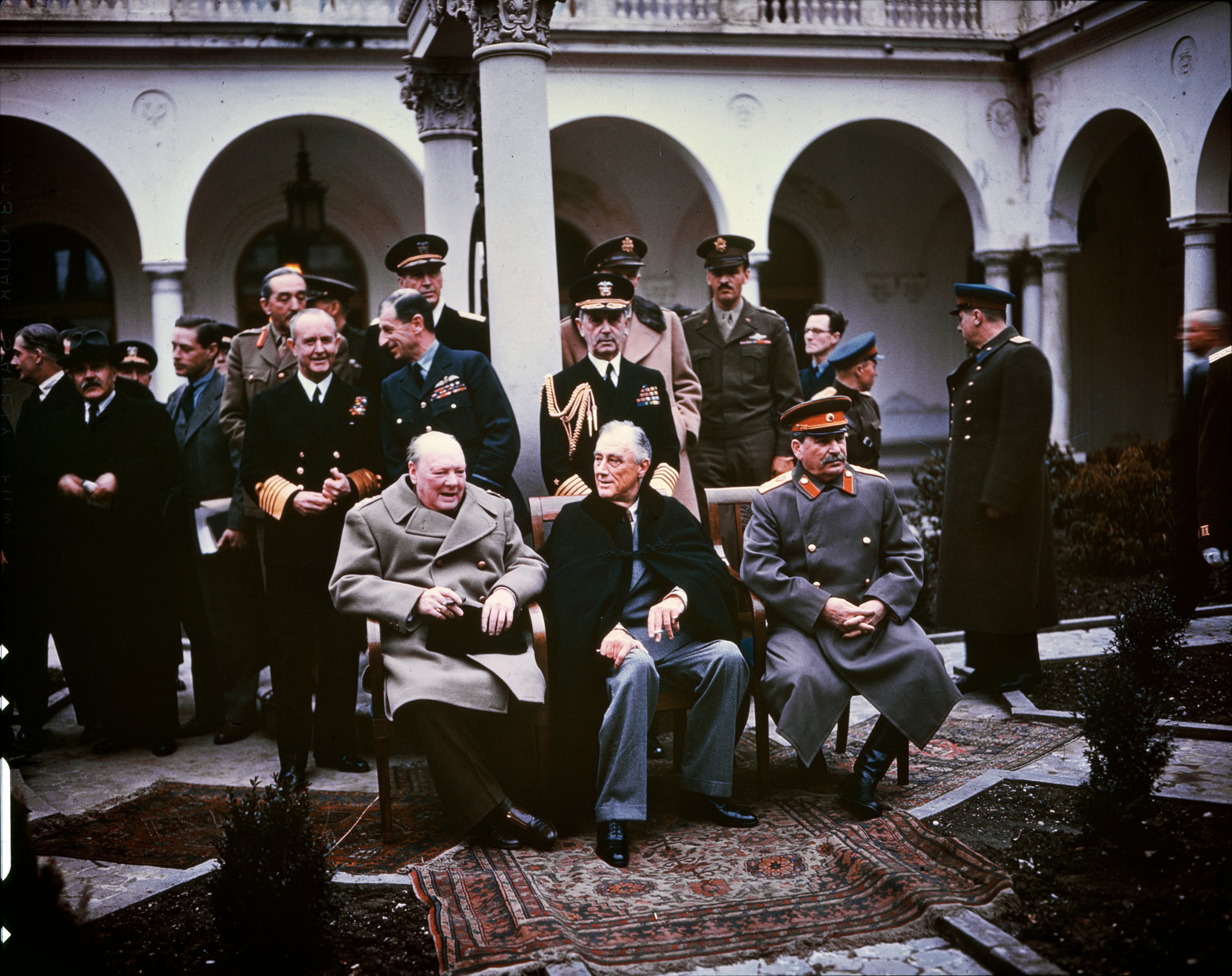
Winston Churchill, Franklin Roosevelt et Joseph Staline lors de la conférence de Yalta, en février 1945.

À la fin de l'année 1943, Roosevelt, Churchill et Staline acceptèrent de se rencontrer à l'occasion de la conférence de Téhéran pour un échange de vues stratégiques et de considérations sur l'après-guerre, dans ce qui fut le premier face-à-face entre Roosevelt et Staline. Lors de la conférence, le Royaume-Uni et les États-Unis s'engagèrent à ouvrir un second front contre l'Allemagne en 1944 tandis que Staline promit de déclarer la guerre au Japon à une date non précisée. Roosevelt reconnut par ailleurs en privé la domination soviétique sur les pays baltes et l'intention soviétique de déplacer les frontières de la Pologne vers l'ouest. Staline, de son côté, offrit d'entrer en guerre contre le Japon dès lors que la défaite de l'Allemagne serait acquise.
La planification de l'après-guerre acquit une importance croissante à mesure que les succès des Alliés s'amplifiaient tout au long de l'année 1944. L'expansion économique engendrée par la guerre et le souvenir de la Grande Dépression convainquirent de nombreux Américains de la nécessité d'une diminution des barrières douanières. Une partie des clauses du programme Prêt-bail prévoyaient explicitement la suppression des droits de douane et les États-Unis étaient particulièrement intéressés au démantèlement du système de « préférence impériale » mis en place par les Britanniques. Au cours de la conférence de Bretton Woods, les Alliés convinrent de l'instauration du Fonds monétaire international, destiné à garantir la stabilité de la monnaie, et de la Banque mondiale, chargée de financer la reconstruction d'après-guerre. Reprenant le flambeau wilsonien, Roosevelt plaida également en faveur de la création des Nations unies, une organisation intergouvernementale permanente appelée à succéder à la Société des Nations.
Roosevelt, Churchill et Staline se réunirent une seconde fois lors de la conférence de Yalta, en février 1945. Alors que s'esquissait la fin des hostilités en Europe, le principal souci de Roosevelt était de persuader le dirigeant soviétique d'entrer en guerre contre le Japon, le Comité des chefs d'état-major ayant informé le président qu'une invasion en règle du Japon par les États-Unis provoquerait environ un million de victimes américaines. En échange de la déclaration de guerre de Moscou contre Tokyo, l'URSS se vit garantir la possession de certains territoires asiatiques tels que l'île Sakhaline. Compte tenu de ce que les Soviétiques s'étaient rendus maîtres de la plus grande partie de l'Europe de l'Est dès les premiers mois de l'année 1945, Roosevelt n'était guère en mesure de peser sur les initiatives de l'URSS dans cette région. S'il se garda de réclamer l'évacuation immédiate de la Pologne par les forces soviétiques, il obtint la publication de la « Déclaration sur l'Europe libérée » qui promettait l'organisation d'élections libres dans les pays anciennement occupés par l'Allemagne. Enfin, contre la volonté de l'Union soviétique, Roosevelt et Churchill refusèrent de tirer parti de la défaite de l'Allemagne pour imposer à cette dernière une désindustrialisation et de lourdes réparations de guerre.

## Mort de Roosevelt

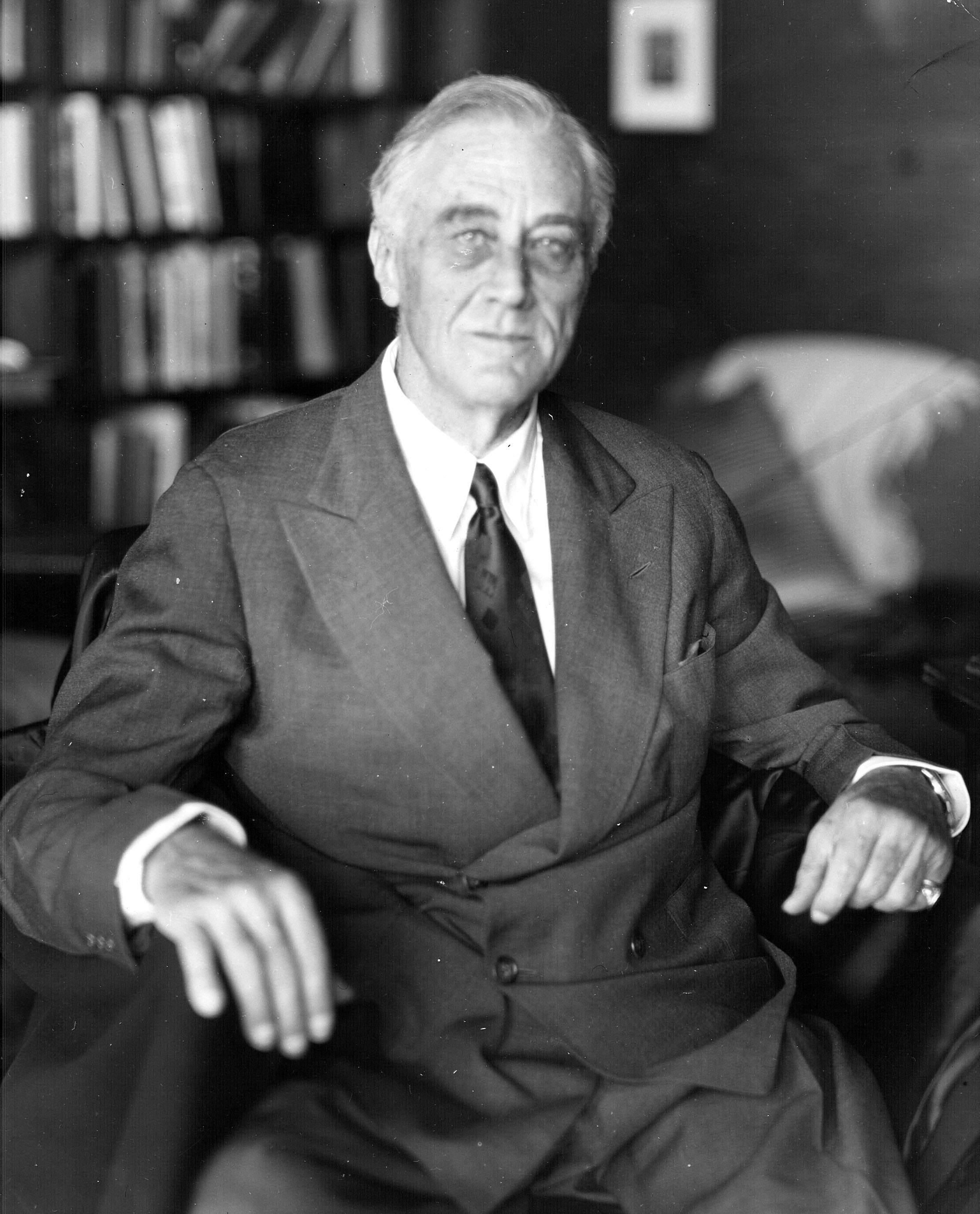
Dernière photographie de Franklin Roosevelt prise le 11 avril 1945, la veille de sa mort.

Le 1er mars 1945, de retour aux États-Unis après la conférence de Yalta, Roosevelt s'adressa au Congrès où son apparence vieillie, amaigrie et fragile frappa une bonne partie de l'assistance. Il prononça son discours assis compte tenu de son incapacité physique mais, toujours en pleine possession de ses facultés mentales, réaffirma avec force son engagement en faveur des Nations unies :

« La conférence de Crimée [Yalta] a eu pour ambition d'acter la fin d'un système d'actions unilatérales, d'alliances exclusives, de sphères d'influence, d'équilibres de pouvoir et de tous les autres expédients qui ont été essayés pendant des siècles et qui, toujours, ont échoué. Nous proposons de remplacer tout cela par une organisation universelle à laquelle toutes les nations éprises de paix auront enfin la possibilité d'adhérer. »

La santé de Roosevelt, déclinante depuis au moins 1940, laissait déjà transparaître des signes de fatigue évidents en 1944. En mars de la même année, peu après son 62e anniversaire, des examens médicaux lui diagnostiquèrent une hypertension artérielle, une athérosclérose et une maladie coronarienne, sans espoir de rémission. Le 29 mars 1945, Roosevelt partit pour Warm Springs, une petite station thermale de Géorgie où il avait une résidence (la « Little White House ») afin de prendre du repos avant la tenue de la conférence des Nations unies à San Francisco. Le 12 avril, alors qu'Elizabeth Shoumatoff était en train de peindre son portrait, le président s'exclama : « j'ai un terrible mal de tête », avant de s'écrouler de sa chaise, inconscient. Transporté dans sa chambre, Roosevelt mourut à 15 h 35 à l'âge de 63 ans, d'une hémorragie cérébrale.
Moins d'un mois après son décès, le 8 mai 1945, la guerre en Europe prit fin. Harry S. Truman, devenu président à la suite de la mort de Roosevelt, dédia les célébrations du jour de la victoire en Europe à la mémoire de son prédécesseur. Sur ordre de Truman, les drapeaux américains furent maintenus en berne pendant 30 jours sur l'ensemble du territoire national.

## Déplacements internationaux
Roosevelt effectua un voyage international en tant que président-élu et vingt autres tout au long de ses quatre mandats présidentiels.

Pays visités par Franklin Roosevelt sous sa présidence.

|    | Dates                          | Pays                            | Lieux                                    | Raisons du déplacement |
| -- | ------------------------------ | ------------------------------- | ---------------------------------------- | --- |
| 1  | 6 au 14 février 1933           | Bahamas                         |                                          | Séjour de pêche (visite en tant que président-élu). |
| 2  | 29 juin au 1er juillet 1933    | Canada                          | Île Campobello                           | Vacances. |
| 3  | 29 mars au 11 avril 1934       | Bahamas                         | Elbow Cay Gun Cay                        | Séjour de pêche. |
| 4  | 5 au 6 juillet 1934            | Haïti                           | Cap-Haïtien                              | Visite informelle dans le cadre d'un déplacement à Hawaï. |
| 4  | 10 juillet 1934                | Colombie                        | Carthagène                               | Visite informelle dans le cadre d'un déplacement à Hawaï. |
| 4  | 11 au 12 juillet 1934          | Panama                          | Panama                                   | Visite informelle dans le cadre d'un déplacement à Hawaï. |
| 5  | 27 mars au 6 avril 1935        | Bahamas                         | Cat Cays Lobos Cay Inagua Crooked Island | Séjour de pêche. |
| 6  | 16 octobre 1935                | Panama                          | Balboa                                   | Visite informelle de retour d'un voyage sur la côte Ouest des États-Unis. Rencontre avec le président Harmodio Arias. |
| 7  | 24 mars au 7 avril 1936        | Bahamas                         | Inagua Nassau                            | Séjour de pêche. Déjeuner avec le gouverneur Bede Clifford et le président du Conseil législatif George Johnson. |
| 8  | 28 au 30 juillet 1936          | Canada                          | Île Campobello                           | Vacances. |
| 8  | 31 juillet 1936                | Canada                          | Québec                                   | Visite officielle. Rencontre avec le gouverneur général John Buchan. |
| 9  | 21 novembre 1936               | Trinité-et-Tobago               | Port-d'Espagne                           | Escale lors d'un voyage vers l'Amérique du Sud. |
| 9  | 27 novembre 1936               | Brésil                          | Rio de Janeiro                           | Discours au Congrès national brésilien. |
| 9  | 30 novembre au 2 décembre 1936 | Argentine                       | Buenos Aires                             | Session de la Conférence panaméricaine pour le maintien de la paix. |
| 9  | 3 décembre 1936                | Uruguay                         | Montevideo                               | Visite officielle. Rencontre avec le président Gabriel Terra. |
| 9  | 11 décembre 1936               | Trinité-et-Tobago               | Port-d'Espagne                           | Escale lors du voyage de retour aux États-Unis. |
| 10 | 4 au 5 août 1938               | Panama                          | Balboa                                   | Visite informelle au président Juan Demóstenes Arosemena lors d'un séjour de vacances aux Caraïbes. |
| 11 | 18 août 1938                   | Canada                          | Kingston                                 | Réception d'un diplôme honorifique de l'Université Queen's et inauguration du pont des Mille-Îles en compagnie du Premier ministre William Lyon Mackenzie King et du lieutenant-gouverneur de l'Ontario Albert Edward Matthews.                                |
| 12 | 14 au 16 août 1939             | Canada                          | Île Campobello Sydney                    | Vacances. |
| 12 | 17 au 20 août 1939             | Dominion de Terre-Neuve         | Baie des Îles Bonne Baie                 | Vacances. |
| 12 | 21 au 23 août 1939             | Canada                          | Halifax                                  | Vacances. |
| 13 | 27 février 1940                | Panama                          | Cristóbal Balboa                         | Rencontre informelle avec le président Augusto Samuel Boyd lors d'un séjour de vacances. |
| 14 | 5 décembre 1940                | Jamaïque                        | Kingston                                 | Visite de bases militaires britanniques en vue d'une éventuelle utilisation par l'armée américaine. |
| 14 | 8 décembre 1940                | Sainte-Lucie                    |                                          | Visite de bases militaires britanniques en vue d'une éventuelle utilisation par l'armée américaine. |
| 14 | 8 décembre 1940                | Martinique                      | Fort Saint-Louis                         | Rencontre avec des hauts fonctionnaires américains. |
| 14 | 9 décembre 1940                | Îles-sous-le-Vent britanniques  | Antigua                                  | Visite de bases militaires britanniques en vue d'une éventuelle utilisation par l'armée américaine. |
| 14 | 12 au 13 décembre 1940         | Bahamas                         | Eleuthera                                | Visite de bases militaires britanniques en vue d'une éventuelle utilisation par l'armée américaine. Rencontre avec le duc de Windsor, gouverneur de l'archipel.                                                                                                |
| 15 | 9 au 12 août 1941              | Dominion de Terre-Neuve         | Argentia                                 | Rencontre avec le Premier ministre britannique Winston Churchill à bord du cuirassé HMS Prince of Wales et du croiseur lourd USS Augusta dans la baie de Plaisance. Promulgation de la charte de l'Atlantique à l'issue de la conférence.                      |
| 16 | 11 janvier 1943                | Trinité-et-Tobago               | Port-d'Espagne                           | Escale de nuit lors d'un voyage vers l'Afrique. |
| 16 | 12 janvier 1943                | Brésil                          | Belém                                    | Escale de nuit lors d'un voyage vers l'Afrique. |
| 16 | 13 janvier 1943                | Gambie                          | Bathurst                                 | Escale de nuit lors d'un voyage vers l'Afrique. |
| 16 | 14 au 25 janvier 1943          | Protectorat français au Maroc   | Casablanca                               | Conférence de Casablanca en compagnie du Premier ministre britannique Winston Churchill. |
| 16 | 25 janvier 1943                | Gambie                          | Bathurst                                 | Escale de nuit au retour de Casablanca. |
| 16 | 26 et 27 janvier 1943          | Liberia                         | Monrovia                                 | Visite informelle. Rencontre avec le président Edwin Barclay. |
| 16 | 28 janvier 1943                | Brésil                          | Natal                                    | Visite informelle. Rencontre avec le président Getúlio Vargas. |
| 16 | 29 janvier 1943                | Trinité-et-Tobago               | Port-d'Espagne                           | Escale de nuit au retour de Casablanca. |
| 17 | 20 avril 1943                  | Mexique                         | Monterrey                                | Rencontre dans le cadre de visites réciproques transfrontalières avec le président Manuel Ávila Camacho. |
| 18 | 17 au 25 août 1943             | Canada                          | Québec Ottawa                            | Première conférence de Québec en compagnie du Premier ministre William Lyon Mackenzie King et du Premier ministre britannique Winston Churchill. Discours aux sénateurs, aux membres de la Chambre des communes et à la population à l'extérieur du Parlement. |
| 19 | 20 au 21 novembre 1943         | Algérie française               | Oran                                     | Débarquement. |
| 19 | 21 au 22 novembre 1943         | Protectorat français de Tunisie | Tunis                                    | Escale de nuit. |
| 19 | 22 au 26 novembre 1943         | Royaume d'Égypte                | Le Caire                                 | Première conférence du Caire en compagnie du Premier ministre britannique Winston Churchill et du dirigeant chinois Tchang Kaï-chek. |
| 19 | 27 novembre au 2 décembre 1943 | Iran                            | Téhéran                                  | Conférence de Téhéran avec le dirigeant soviétique Joseph Staline et le Premier ministre britannique Winston Churchill. |
| 19 | 2 au 7 décembre 1943           | Royaume d'Égypte                | Le Caire                                 | Seconde conférence du Caire avec le Premier ministre britannique Winston Churchill et le président turc İsmet İnönü. |
| 19 | 7 au 9 décembre 1943           | Protectorat français de Tunisie | Tunis                                    | Rencontre avec le général Dwight D. Eisenhower. |
| 19 | 8 décembre 1943                | Malte                           | La Valette                               | Visite des fortifications militaires alliées. |
| 19 | 8 décembre 1943                | Italie                          | Castelvetrano                            | Visite des fortifications militaires alliées. |
| 19 | 9 décembre 1943                | Sénégal                         | Dakar                                    | Rembarquement pour les États-Unis. |
| 20 | 11 au 16 septembre 1944        | Canada                          | Québec                                   | Seconde conférence de Québec en compagnie du Premier ministre britannique Winston Churchill et des chefs d'état-major combinés de l'armée alliée. |
| 21 | 2 février 1945                 | Malte                           | Floriana                                 | Conférence de Malte avec le Premier ministre Winston Churchill. |
| 21 | 3 au 12 février 1945           | Union soviétique                | Yalta                                    | Conférence de Yalta avec le dirigeant soviétique Joseph Staline et le Premier ministre britannique Winston Churchill. |
| 21 | 13 au 15 février 1945          | Royaume d'Égypte                | Grand lac amer Canal de Suez Alexandrie  | Rencontre avec le roi Farouk, l'empereur éthiopien Haïlé Sélassié, le roi d'Arabie saoudite Ibn Saoud et le Premier ministre britannique Winston Churchill. |
| 21 | 18 février 1945                | Algérie française               | Alger                                    | Brief des ambassadeurs américains au Royaume-Uni, en France et en Italie au sujet de la conférence de Yalta. |

## Échéances électorales

### Élections de mi-mandat de 1934
Le 6 novembre 1934, eurent lieu les premières élections de mi-mandat de la présidence de Roosevelt. Alors que ce scrutin était généralement défavorable pour l'administration au pouvoir, le Parti démocrate remporta une victoire écrasante à la Chambre des représentants en remportant 322 sièges contre 103 pour le Parti républicain, 7 pour le Parti progressiste et 3 pour le Farmer Labor. En ce qui concerne les élections sénatoriales, elles furent également largement remportées par les démocrates avec 69 sièges contre 25 pour les républicains, 1 au Farmer-Labor et également 1 pour les progressistes.
De fait, ces premières élections de mi-mandat furent les plus concluantes jamais remportées par un parti au pouvoir au cours du XXe siècle. Elles virent l'irruption, dans le camp démocrate, de nombreux hommes jeunes et neufs, galvanisés par le climat réformateur du moment. Les partisans du New Deal surmontèrent l'opposition des républicains, des milieux d'affaires tels que la Chambre de commerce des États-Unis et des démocrates déçus comme Al Smith qui venait de fonder l'American Liberty League, très hostile à Roosevelt. De plus, le scrutin amorça un recentrage des démocrates dans les zones urbaines du Nord plutôt que dans leur bastion traditionnel du Sud ; le futur président Harry S. Truman fut ainsi élu comme sénateur dans le Missouri.
Ceci, combiné aux nombreuses pertes essuyées par les républicains conservateurs à travers le pays, donna un puissant coup de fouet au programme politique de Roosevelt et ce fut à cette époque que les Noirs commencèrent à basculer dans le giron démocrate. Un exemple de cette évolution était Arthur Wergs Mitchell qui fut le premier élu démocrate noir du Congrès.

### Élection présidentielle de 1936

Résultats de l'élection présidentielle américaine de 1936.

Roosevelt avait longtemps craint que la possible candidature d'Huey Long ou d'un républicain progressiste à l'élection présidentielle de 1936 ne divisât le vote de gauche. Cependant, le second New Deal ainsi que l'assassinat de Long en septembre 1935 empêchèrent le déroulement d'un tel scénario. En conséquence, Roosevelt et Garner furent reconduits à l'unanimité sur le ticket démocrate lors de la convention nationale du parti de 1936. Ce fut à cette occasion que fut abolie la « règle des deux tiers » qui imposait pour le prétendant à l'investiture de rassembler les deux tiers des délégués au lieu d'une majorité simple, ce qui revenait à doter les États du Sud d'un véritable droit de veto sur le choix du candidat à la présidence. 
Compte tenu du rejet déjà palpable suscité par les réformes progressistes du New Deal dans les milieux conservateurs, Roosevelt effectua un virage à gauche et critiqua avec force les agissements du grand capital. Son adversaire républicain était le gouverneur du Kansas Alf Landon, un progressiste qui, tout en étant globalement favorable au New Deal, dénonçait l'hostilité de ce dernier aux entreprises et la gabegie financière engendrée par les nouveaux programmes fédéraux. Roosevelt fut largement réélu avec 60,8 % du vote populaire et fut proclamé vainqueur dans l'ensemble des États à l'exception du Maine et du Vermont. Il obtint en outre 523 votes de grands électeurs contre seulement 8 pour Landon, ce qui était le plus important écart de ce type depuis l'élection de 1820. Lors des élections législatives qui se déroulèrent à la même période, les démocrates raflèrent près des trois quarts des sièges à la Chambre des représentants et au Sénat.

### Élections de mi-mandat de 1938
Le 8 novembre 1938, eurent lieu les élections de mi-mandat du second mandat du président Roosevelt. Le Parti démocrate remporta 262 sièges à la Chambre des représentants contre 169 au Parti républicain, 8 pour le Parti progressiste et 1 pour le Farmer-Labor. Le Parti démocrate remporta également les élections sénatoriales en gagnant 77 sièges contre 23 aux républicains, 2 au Farmer-Labor, 1 seul progressiste et 1 indépendant.
Si les gains du Parti républicain (8 sièges au Sénat et 81 sièges à la Chambre des représentants) ne furent pas suffisants pour ravir aux démocrates la majorité dans les deux chambres du Congrès, la campagne électorale permit l'émergence de nouvelles figures républicaines telles que Robert Taft, Harold Stassen ou Thomas Dewey.

### Élections de mi-mandat de 1942
Les élections de mi-mandat du 3 novembre 1942, au milieu du troisième mandat de Roosevelt furent les premières élections de mi-mandat à se dérouler en temps de guerre depuis celles de 1918, sous la présidence de Woodrow Wilson. Le principal sujet de la campagne électorale fut donc l'intervention des États-Unis dans la Seconde Guerre mondiale. La Chambre des représentants resta aux mains des démocrates qui conservèrent de justesse la majorité avec 222 sièges contre 209 aux républicains, 2 aux progressistes, 1 au Farmer-Labor et 1 aussi pour l'American Labor. Quant au Sénat, il resta largement aux mains du Parti démocrate qui remporta 57 sièges. Le Parti républicain en remporta 38 et le Parti progressiste un seul.